# Horimono (tatuaje)
Horimono (彫り物, 彫物?) es un término usado para referirse al tatuaje tradicional japonés que responde a una técnica y estética particulares. Surgió durante el período Edo junto a otros modos de pigmentarse la piel, como por ejemplo el ikakubori —un tatuaje intimidatorio llevado por gente de baja estofa—, o el irebokuro —de tipo sentimental, practicado por cortesanas, wakashu y monjes budistas—. A principios del siglo XVIII era bastante común entre ganapanes, artesanos, obreros de la construcción y gente de clase humilde. Desde el punto de vista artístico, su evolución histórica fue similar a la del ukiyo-e («grabado japonés») Los grabados en Japón comenzaron siendo monocromáticos hasta que llegó la técnica del nishiki-e, a partir de entonces se produjeron pinturas muy coloridas, cuyos diseños emulaban a los lujosos brocados tradicionales de Kioto. El horimono también nació con imágenes simples de un solo color, sin fondo, ni marco, que se fueron complicando y extendiendo con el tiempo hasta recubrir grandes extensiones de piel. Su estilo se consolidó durante las eras Bunka y Bunsei, como un tipo de tatuaje ceñido al cuerpo a modo de antigua túnica japonesa, que convertía la piel de quien lo llevaba en una especie de damasco policromado. La difusión del horimono durante el siglo XIX, así como los motivos que en él se representaban, se debieron en gran parte al éxito del Suikoden ilustrado por Kuniyoshi, publicado a partir de 1827.

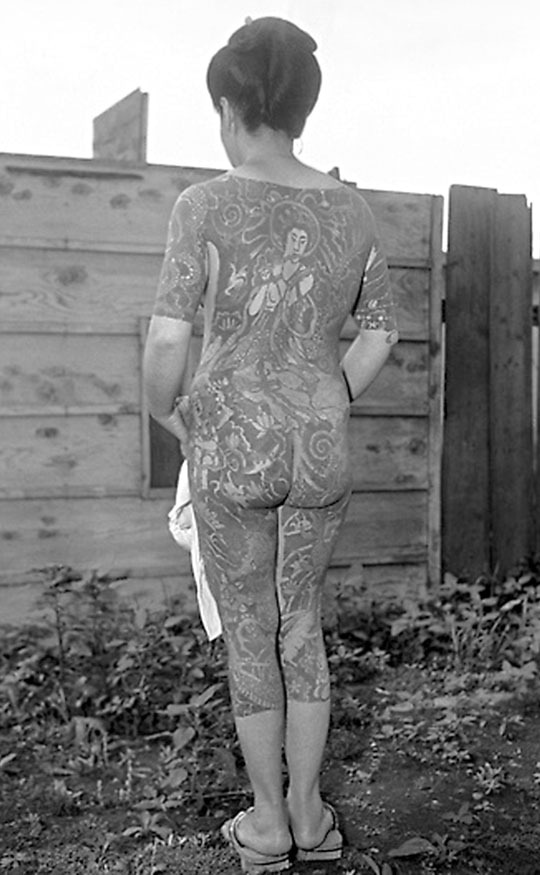
Mujer japonesa de mediados del que lleva un horimono, o tatuaje de estilo tradicional japonés. Horace Bristol (1946)

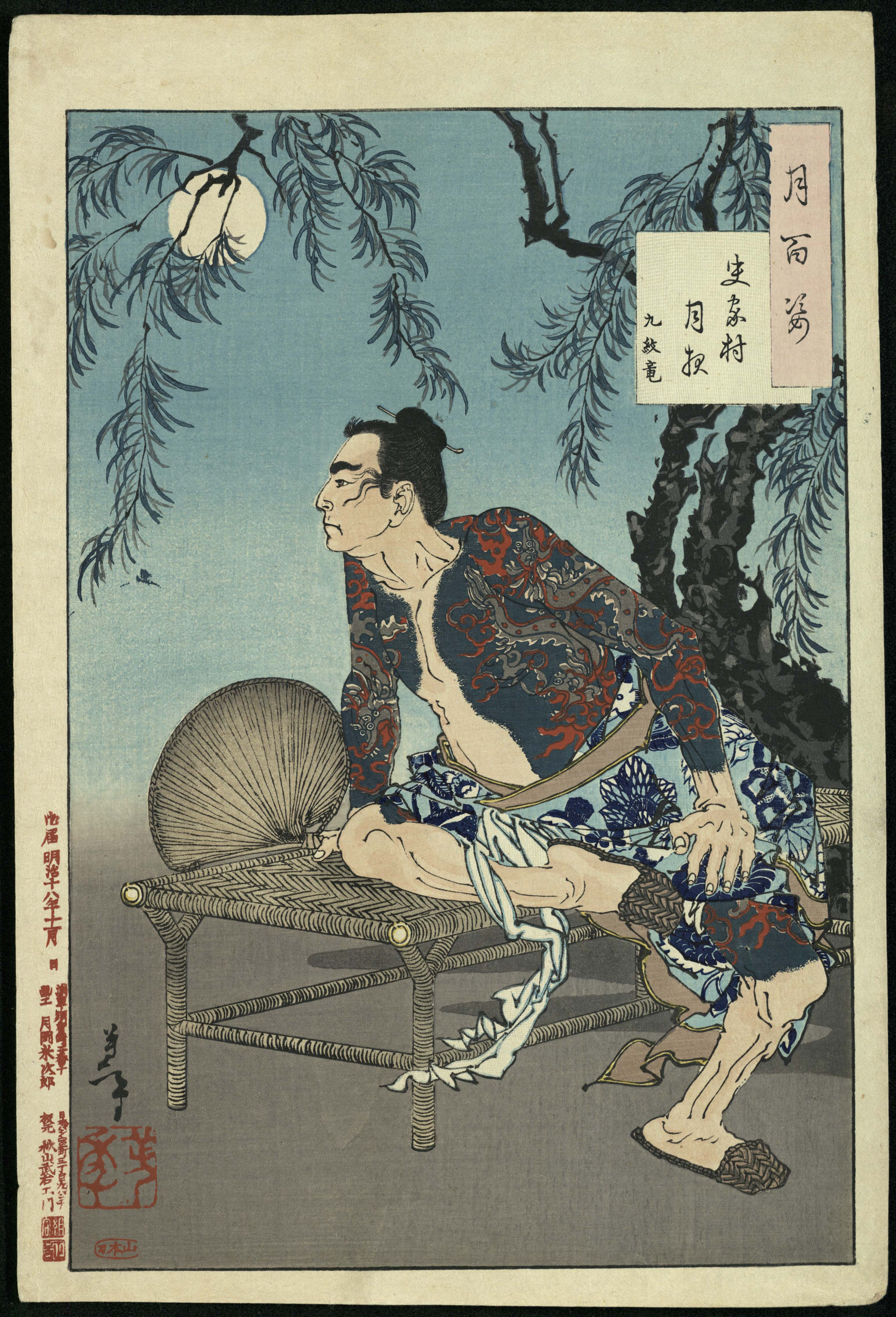
El bandido Shi Jin, apodado «nueve dragones» debido a su elaborado tatuaje. Tsukioka Yoshitoshi (1839 - 1892)

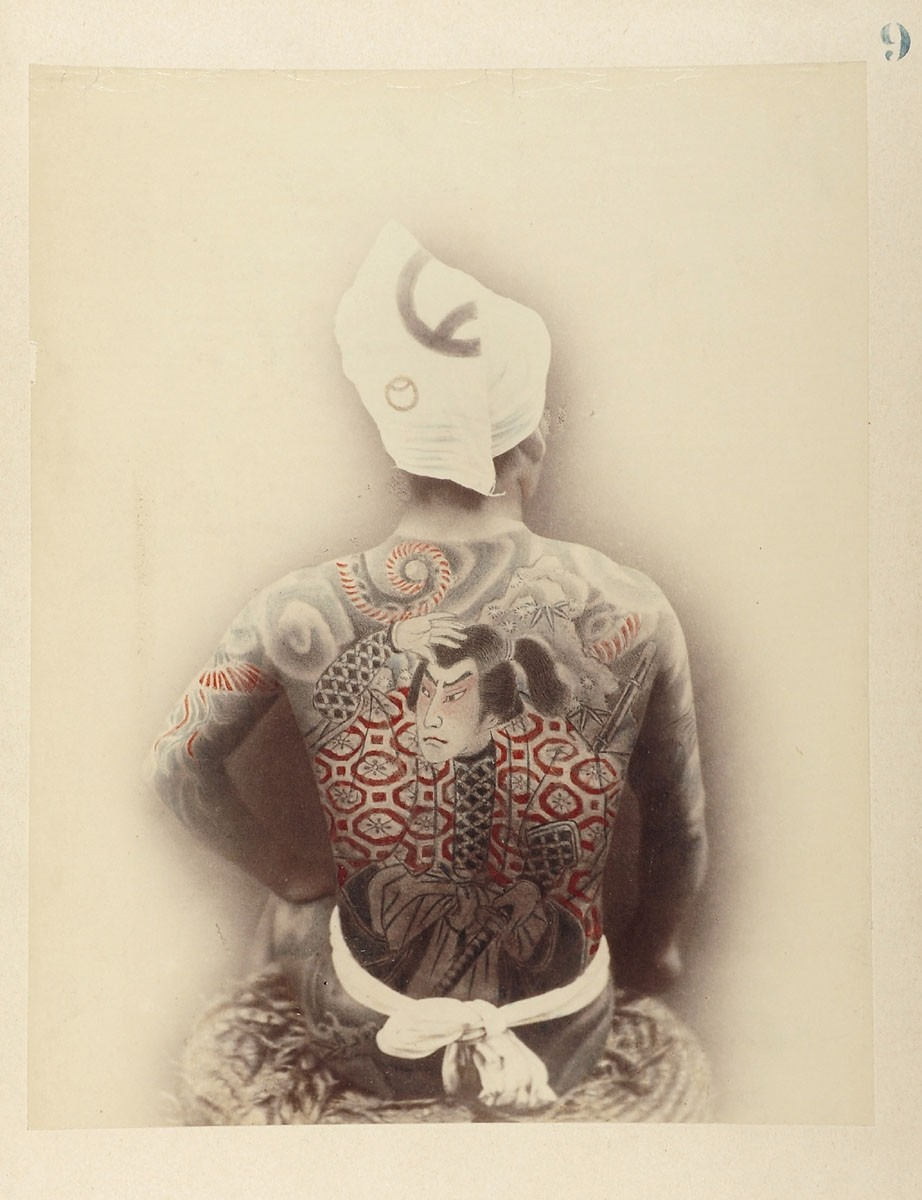
Hombre japonés del con el cuerpo tatuado. En su espalda se representa la figura de un samurái al acecho. Autor desconocido (1880 - 1890)

Desde su aparición durante el periodo Edo el horimono fue un tatuaje emblemático, que las clases oprimidas exhibían sin discreción para expresar su disconformidad con las autoridades. El shogunato no apreciaba especialmente ese tipo de ostentaciones por parte del pueblo, por considerarlas propias de matones y disidentes empeñados en quebrantar la ley. El desafío hacia la autoridad que las élites percibían en quienes se coloraban la piel, se debía a reminiscencias de los antiguos irezumi, un tipo de tatuaje usado para marcar criminales (véase tatuaje penal o irezumi) A pesar de considerarlo provocativo y un símbolo de rebeldía, las clases dirigentes del antiguo Japón no llegaron nunca a suprimir el tatuaje, hecho que testimonia el creciente poder de las masas de aquella época. En este sentido, el horimono sirvió a los más desfavorecidos para reivindicar su identidad, pudiéndose interpretar como una «insignia del villano» frente al noble, a quien mostraba con orgullo y dignidad un cuerpo desnudo cuya piel parecía un brocado multicolor.
Un horimono puede extenderse por la totalidad del cuerpo excepto la palma de las manos, planta de los pies y cabeza. Existen tatuajes que cubren la espalda desde el cuello hasta las nalgas, asemejándose a los  jinbaori que portaban ciertos samuráis sobre la armadura. Otra de las composiciones habituales se extiende desde los hombros hasta los codos o las muñecas, y puede llegar a cubrir los pectorales con figuras circulares reforzando la forma del pecho. En su forma tradicional, el dibujo de base del tatuaje suele representar fenómenos naturales en colores puros, antepuestos de forma ilusoria a una segunda capa, compuesta por elementos de fauna y flora distribuidos de manera uniforme. Si el diseño también reviste la espalda, se remata con una tercera capa donde se narran de forma gráfica historias sobre héroes, tradiciones populares o religión.
El hecho de que se haga referencia al horimono en muchas xilografías, novelas, pinturas, cuadernos de viaje realizados por extranjeros y representaciones de kabuki que ilustran la vida cotidiana de la antigua ciudad de Edo, sugiere que en épocas anteriores el tatuaje era parte integral de la vida cotidiana en el shitamachi, o casco viejo de Tokio. En concreto, dentro de la metrópoli de Tokio, el tatuaje tradicional hunde sus raíces en el área que abarcan las regiones de Adachi, Arakawa, Chiyoda, Chūō, Edogawa, Kōtō, Sumida y Taitō. Durante el período Edo surgieron allí los primeros tatuadores profesionales, conocidos con el nombre de horishi. Estos tatuadores satisfacían la demandada de los barrios de  entretenimiento, grabando promesas de amor en los cuerpos de las cortesanas y sus patrocinadores. Los horishi ejercían su oficio en pequeños talleres situados dentro de los barrios autorizados del shitamachi, tal y como hacían el resto de artesanos que regentaban un negocio humilde. La mayoría de horishi que trabajaban en Tokio a principios del siglo XXI seguía concentrándose en el casco viejo, si se comparaba su número con el de otras áreas metropolitanas de la ciudad. Algunos estudios constatan una elevada presencia de yakuza en regiones como Taitō, en el distrito de Asakusa. En el ámbito popular, legal y académico, se suele asociar el tatuaje tradicional japonés con este tipo de grupos o la criminalidad en general. Sin embargo, algunos horishi confiesan que entre el ochenta y  noventa por ciento de sus clientes son ciudadanos ordinarios.

## Etimología
La palabra horimono se compone de la expresión hori (彫り?), «forma te» (連用形 renyōkei?) de conjugar el verbo horu (彫る?   «grabar, esculpir, cincelar, tallar o labrar»), unida a la expresión mono (物?   «objeto o cosa») El término comenzó a utilizarse en el ámbito del tatuaje  durante el período Edo, probablemente traído de la jerga usada por los artistas de xilografía japonesa ukiyo-e. Por lo tanto, fuera del contexto del tatuaje, horimono también designa la técnica del grabado y los resultados de su práctica. En la obra teatral Onna goroshi abura jigoku, escrita por el dramaturgo Chikamatsu Monzaemon en 1721, se usa por primera vez de manera oficial la voz horimono para referirse al tatuaje como un trabajo artístico. Más específicamente, se utiliza para distinguir el «tatuaje tradicional» del «tatuaje penal» o irezumi.
Voces como irezumi o irebokuro son sinónimos de tatuaje, y los japoneses las usan con frecuencia para referirse a él, pero con ciertos matices y sin las connotaciones artísticas que tiene la palabra horimono. En Japón, el vocablo irezumi se refiere a cualquier tipo de tatuaje, ya sea tradicional de su propia cultura o extranjero. Sin embargo, durante el siglo XVII hacía referencia al acto de tatuar a los criminales para estigmatizarlos. La palabra irebokuro se utilizaba en la época Edo para designar promesas de amor tatuadas, que normalmente se hacían las cortesanas como símbolo de lealtad hacia sus amantes. La palabra irezumi es muy utilizada entre personas tatuadas; pero, al hablar de tatuaje tradicional, horimono es un término neutral más apropiado y respetuoso. Además, debido a las connotaciones negativas del vocablo irezumi, los tatuadores tradicionales japoneses prefieren usar la palabra horimono para referirse a sus trabajos.
Otra palabra acuñada durante el siglo XX para referirse de forma específica a los tatuajes tradicionales  japoneses es wabori (和彫り?   «grabado japonés») Para ser exactos, wabori se refiere a los horimono donde prevalecen los motivos tradicionales frente a los tatuajes de estilo más occidental. El término surgió cuando llegaron a Japón las técnicas, equipos y motivos occidentales en contraposición a la palabra yōbori (洋彫り?   «grabado occidental») A los tatuajes realizados con técnicas y diseños tradicionales japoneses siempre se les llama horimono, en lugar de irezumi o 
tatū (タトゥー?   «tatuaje») La palabra tatū no es japonesa, sino un anglicismo que proviene de la voz tattoo —a su vez derivada de la palabra tahitiana formada por onomatopeya tatatu—, y nunca suele usarse en Japón para mentar al tatuaje tradicional.

## Historia

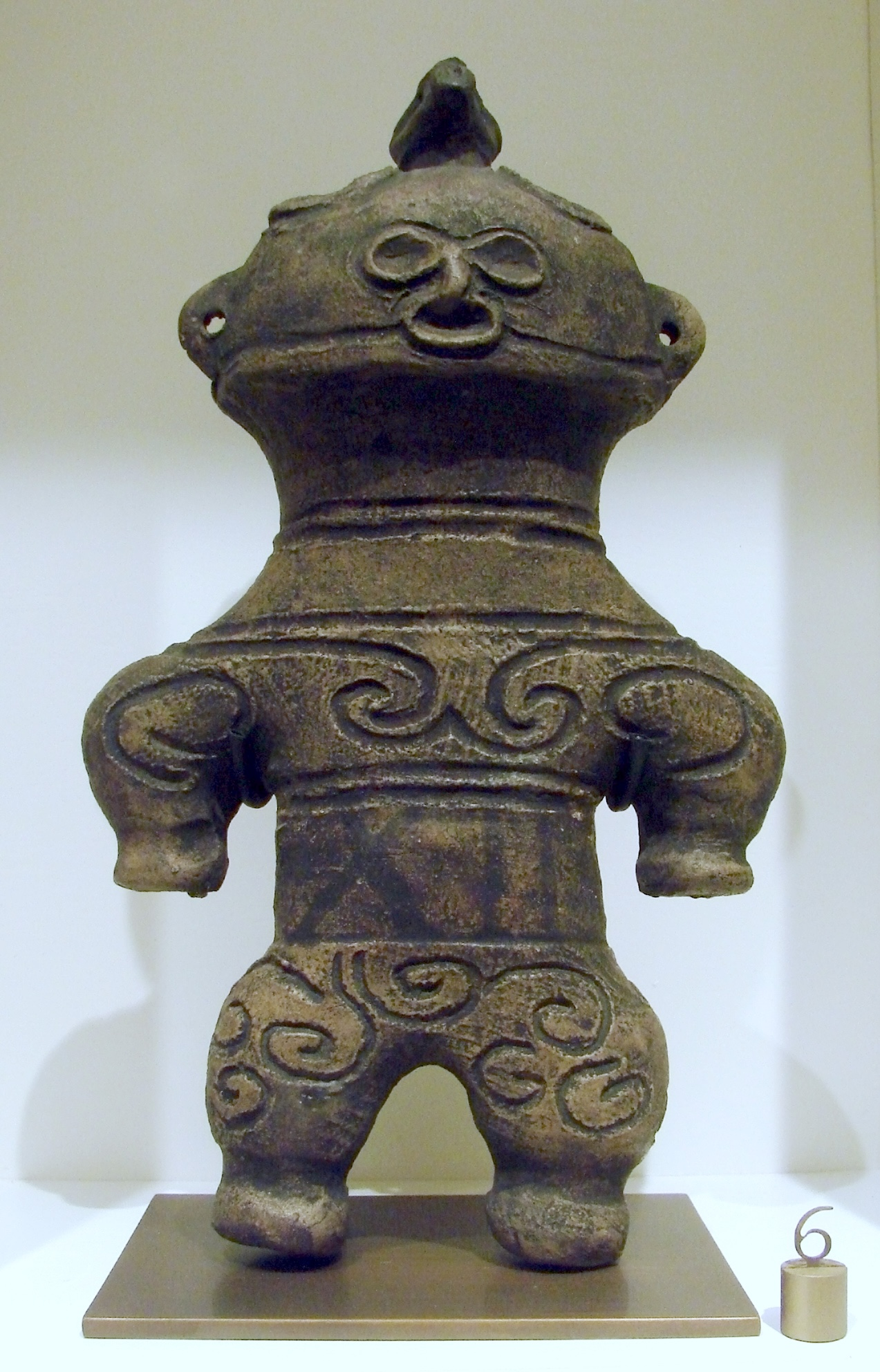
Figurilla dogū del período Jōmon. Musée national des arts asiatiques - Guimet.

Posiblemente las evidencias más antiguas de la práctica del tatuaje en Japón, pueden hallarse en algunos objetos arqueológicos producidos durante el período Jōmon. Hablamos de unas extrañas figurillas cerámicas de tipo humanoide llamadas dogū, que  se hallan surcadas de arabescos por todo el cuerpo, incluida la cara. Las líneas sinuosas impresas sobre el cuerpo de los dogū sugieren  algún tipo de ornamento corporal, pero los expertos no han llegado a un acuerdo sobre si verdaderamente se trata o no de tatuajes. Por lo  tanto, la relevancia de las figuras dogū en la historia del tatuaje japonés es cuestionable. En épocas más recientes, durante el  período Yayoi (300  a. C. - 300  d. C.) y el período Kofun (300 - 552), aparecen unas nuevas esculturas humanas llamadas haniwa, cuyas líneas y puntos faciales pueden ser también tatuajes, pintura corporal o escarificaciones. No es posible determinar, solo a partir de unas esculturas, que los antiguos japoneses practicasen el tatuaje, pero al menos sí se puede conjeturar que decoraban de alguna manera su cuerpo por motivos sociales o espirituales.

### Textos chinos
La primera mención del tatuaje entre la gente del «país de Wa», nombre por el cual los antiguos chinos designaron al territorio japonés, se encuentra en el Libro de Han (en chino tradicional, 漢書; pinyin, Qián Hànshū), escrito allá por el año 111. Posteriormente, se vuelve a mencionar el tatuaje entre los pobladores de Wa en un texto compilado por Shou Chen (233 - 297) llamado Gishi Wajinden (魏志倭人伝?   «Tratado sobre la gente de Wa en las crónicas del reino Wei»), que forma parte de la Crónica de los tres reinos (en chino tradicional, 三国志) Allí aparecen frases como: «tatuaban sus caras y cuerpos» (en chino tradicional, 黥面文身), refiriéndose a los habitantes de Wa. Se sabe que la práctica del tatuaje entre los hombres y mujeres de Wa se extendía a niños y adultos. Según el libro de Shou Chen, los antiguos japoneses no solo se tatuaban para decorar su cuerpo o distinguirse de otras tribus; el tatuaje era también un elemento de superstición o rito de paso, y parte de un vocabulario simbólico. Prueba de ello, es la costumbre que tenían los pescadores y recolectores de conchas japoneses de tatuarse el cuerpo para protegerse de los tiburones.

### Textos japoneses
Las primeras fuentes escritas originarias del Japón que hablan sobre el tatuaje se remontan al siglo VIII; pero aun siendo ya algo tardías, abarcan épocas anteriores. El Kojiki (古事記?), escrito en el año 712 , menciona dos veces la práctica del tatuaje; y el Nihon shoki (日本書紀?), escrito en el 720, se refiere al tatuaje tres veces. En ambos textos se narra una historia y mitología de Japón que idealiza al clan Yamato,  otorgándole un origen divino con la idea de legitimar su poder.
La primera reseña al tatuaje en el Nihon shoki se encuentra en el séptimo capítulo, y lo sitúa en el año 27 del reinado del legendario emperador Keikō Tennō (71 - 130) Según este texto, el duodécimo día, del segundo mes, del vigésimo séptimo año, durante la primavera, Takenouchi no Sukune regresó a su país proveniente del este e informó al emperador Keikō sobre los emishi, una población que vivía en la parte noreste de Japón, diciendo:

廿七年春二月辛丑朔壬子。武内宿禰自東國還之奏言。東夷之中。有日高見
國。其國人。男女並椎結文身。爲人勇悍、是總曰蝦夷。亦土地沃壞而曠之。
撃可取也。
«En los páramos del este hay un lugar llamado Hitakami. Sus habitantes, tanto hombres como mujeres, se recogen el cabello con una coleta y se tatúan el cuerpo. Son gente feroz y despiadada, y se hacen llamar emishi. Su tierra es basta y fértil. Deberíamos atacarla y apropiarnos de ella.»
Baldassin, 2019, pp.9-10

La segunda vez que se menciona al tatuaje dentro del Nihon shoki es en el capítulo doce, donde se cuenta la historia «del ojo de Azumi». Según el texto, un hombre llamado Hamako, jefe de Azumi, fue llevado ante el emperador Richū durante el primer año de su reinado, para ser castigado con la muerte por un delito de rebelión. Sin embargo, el emperador decidió conmutarle la pena de muerte por un tatuaje junto al ojo.

汝、仲つ皇子と共に逆を謀りて、將に國家を傾けむとす、罪死に當れり。
然るに大なる恩を垂れて、死を免し墨を科す。即曰鯨ましむ。此に因りて
時の人阿曇目と日ふ。亦濱子に從へる野島の海人等の罪を免して、倭の蒋
代の屯倉に役ふ。
«Usted y el príncipe Nakatsu planearon una rebelión contra el país, lo cual implica la muerte. Sin embargo, me apiadaré de usted conmutándole la pena máxima por un estigma». Ese mismo día fue tatuado cerca del ojo. De ahí en adelante, la gente de la época llamó a ese episodio el «ojo de Azumi». Además, los pescadores de Nojima, que habían seguido a Hamako, fueron absueltos de toda culpa y puestos a trabajar como empleados en los depósitos oficiales de Komoshiro, en Yamato.
Baldassin, 2019, p.10

Este tipo de tatuaje penal se representaba con los caracteres   (墨を科す?   «aplicar tinta»), interpretado en el sentido de hitai kizamutsumi wo ōsu (ひたきざむつみをおほす?   que se podría traducir como «infligir un estigma en la frente») Por lo que se desprende de estos antiguos escritos, parece ser que la función principal del tatuaje era la de marcar a individuos como criminales. Aunque esto fuera así, hay otra referencia al tatuaje en el Nihon shoki  indicando que también se usaba con esclavos. Según cuenta el texto, el emperador Yūryaku marcó con un tatuaje en la cara a un sirviente suyo porque su perro mató a una de sus aves. Además, le sentenció a ejercer como avicultor, un oficio más indigno que el de sirviente.

### Tatuaje penal oirezumi

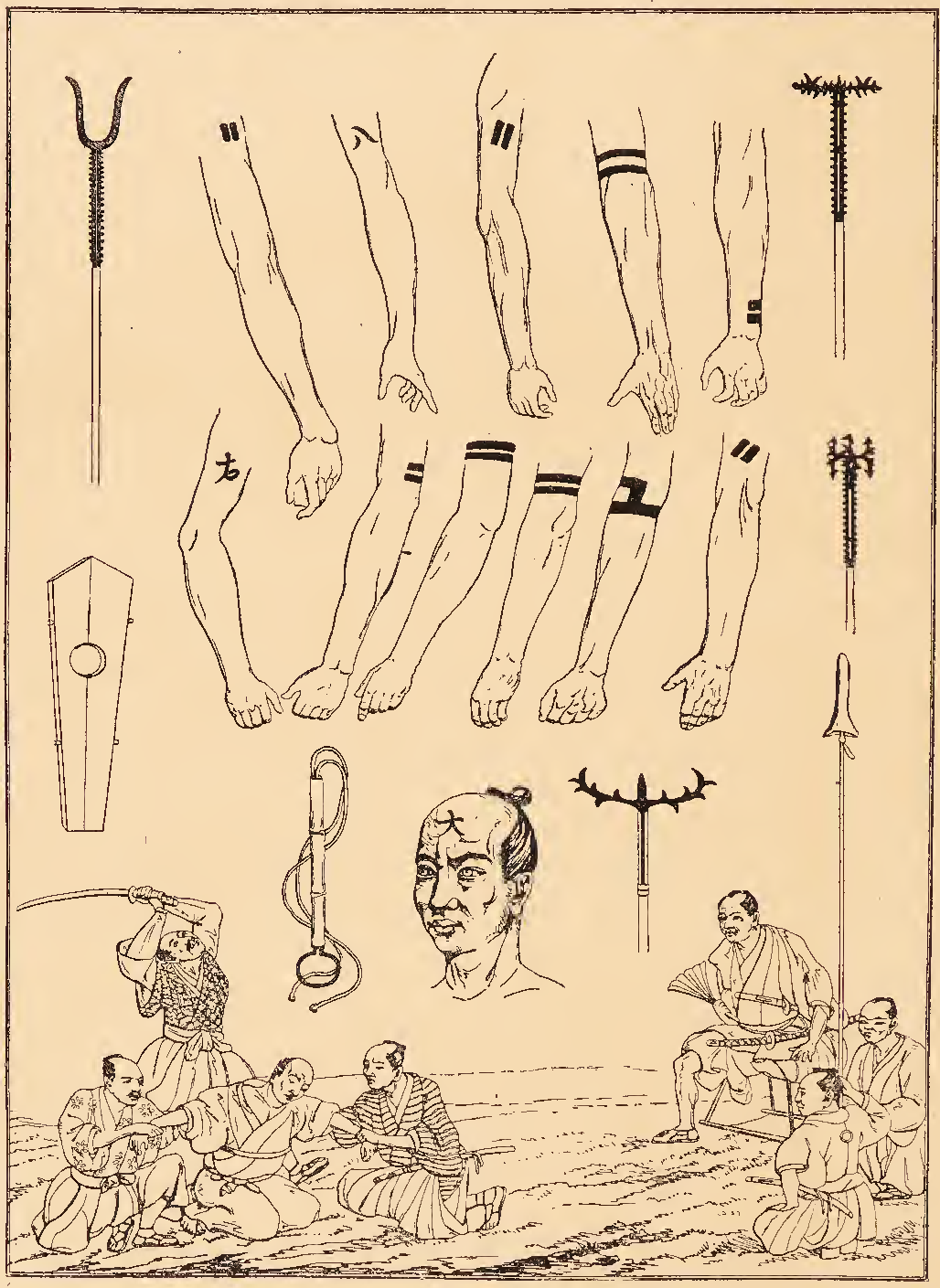
Tatuaje penal en Japón o irezumi, antes de 1870. Von Siebold, Nippon (1897)

La expresión irezumi (入れ墨?) es un término de origen chino que se adopta durante el periodo Edo en Japón, cuando se empieza a usar el tatuaje para estigmatizar a los reos. La palabra hace énfasis en la acción de inyectar tinta en la piel para marcar a alguien.
Durante las eras Kanbun y Tenna algunos criminales eran sentenciados al hanamimisogi  (鼻耳削ぎ?), un castigo que consistía en tatuarles el cuerpo, y amputarles nariz y orejas. Esta práctica fue abolida en 1720; a partir de entonces, el tatuaje se convirtió en un castigo en sí mismo. Bajo el gobierno de Tokugawa Yoshimune, el octavo shogun, se redactó el Código de los cien artículos, que establecía la pena de tatuaje para delitos leves tales como exhibicionismo, fraude y extorsión. También se usó el tatuaje junto a otro castigo llamado tataki, aplicado a un promedio de entre 800 y 1000 hombres condenados por delitos menores, solo entre 1862 y 1865. Este castigo consistía en golpear al convicto frente a la puerta principal de la cárcel. La justicia Tokugawa combinaba tataki y tatuajes de manera que, los propios cuerpos de los condenados, servían como advertencia al pueblo y resalte del poder legislativo.
El tatuaje, aparte de estigmatizar al forajido, permitía a los samuráis registrar los antecedentes penales directamente sobre su cuerpo. Por ejemplo: en el caso de sorprender a un ladrón por segunda vez, se le tatuaban dos líneas en el antebrazo. Si el ladrón reincidía por tercera vez normalmente se le condenaba a muerte, pero, algunas veces, bastaba con tatuarle una tercera línea en el brazo. Cada área del país usaba sus propios tatuajes penales para indicar la jurisdicción y el delito. En Hiroshima, por ejemplo, se tatuaba a los delincuentes que reincidían el carácter chino inu (犬?) en mitad de la frente (en chino tradicional, 犬; pinyin, quǎn; literalmente, ‘perro’) Sin embargo, en la ciudad de Edo durante el período Kambun, y en la provincia de Kii, se tatuaba el carácter aku (悪?), que significa «malo» o «inferior». En la provincia de Chikuzen se tatuaba el carácter inu (犬?) en la frente del malhechor de manera progresiva, a medida que delinquía. El primer delito se marcaba con 一, el segundo con ナ, y el tercero con 犬.
Durante el siglo XVII eran frecuentes los tatuajes penales entre la gente de baja estofa, y aquella que habitaba en los suburbios de las ciudades. Normalmente se trataba de hombres tatuados a la fuerza por el shogunato, que formaban una comunidad muy diversa compuesta por grupos de bakuto y yashi, matones, trabajadores de la construcción, bomberos y marginados. Dentro de estos grupos el tatuaje sufrió una transformación y, andado el tiempo, dejó de ser una marca vergonzosa para convertirse en símbolo de orgullo. Muchos «fuera de la ley» comenzaron a ocultar las marcas penales con nuevos tatuajes sin connotaciones delictivas. Lo que comenzó siendo una reacción para encubrir las huellas del gobierno samurái, se convirtió en germen de una floreciente subcultura que dio paso al tatuaje figurativo. Esta nueva moda tuvo su auge durante las eras Bunka y Bunsei (véase tatuaje ornamental) y muy pronto se expandió fuera del ámbito criminal hacia la sociedad civil en general. Sin embargo, el tatuaje como forma de castigo siguió vigente hasta el final del periodo Edo; siendo finalmente abolido por decreto el vigesimoquinto día, del noveno mes, del tercer año de la restauración Meiji.

### Tatuaje sentimental

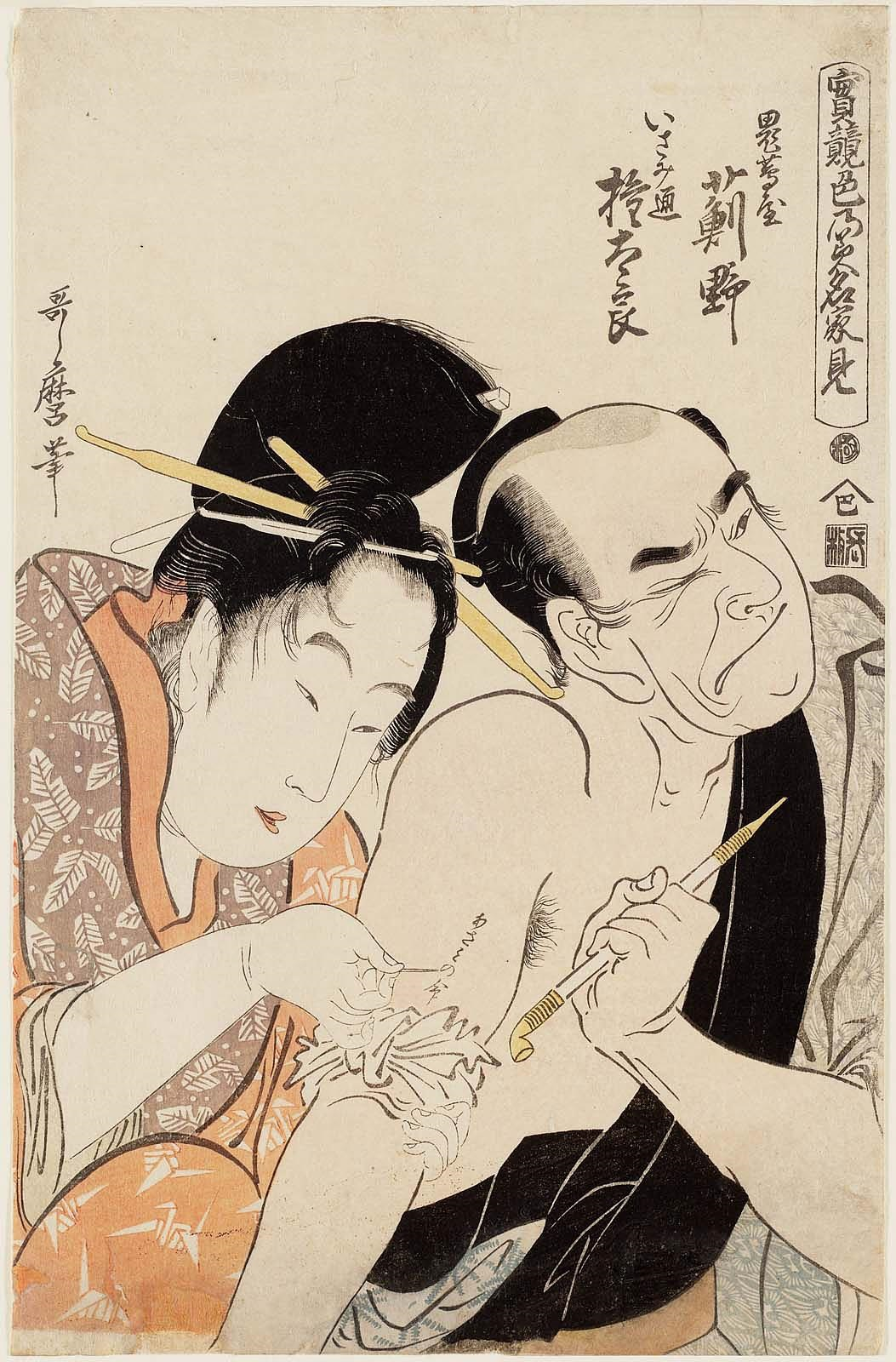
Mujer japonesa del periodo Edo tatuando el brazo de un hombre. Kitagawa Utamaro I (1750 - 1806)

Simultáneamente al uso del tatuaje forzoso, se desarrolló la costumbre de marcar el cuerpo con fines ornamentales o para simbolizar promesas. El hecho de tatuarse voluntariamente popularizó términos como  irebokuro y kishobori.
El irebokuro (入れ黒子?   «lunar insertado») era una especie de juramento tatuado, muy particular,  dentro de la categoría más amplia de tatuajes llamados kishobori. Este tipo de tatuaje era un simple lunar dibujado en las manos de un hombre y una mujer, que simbolizaba un vínculo afectivo entre ellos. Algunos autores dicen que el irebokuro apareció durante la segunda mitad del siglo XVII en los distritos de placer de Kamigata. Otros, sin embargo, sitúan su aparición a mediados del siglo XVIII. Por último, hay quienes afirman que el momento de la aparición del kishobori o el irebokuro no se conoce con absoluta precisión. Parece que el irebokuro fue practicado por cortesanas en los distritos de prostitución; primero en Kansai, y posteriormente en Yoshiwara, donde su forma pronto comenzó a cambiar.
Los primeros núcleos de prostitución en Japón surgieron durante el período Heian (794 - 1185) en las orillas de los ríos y puertos de mar. Estas modestas comunidades sirvieron de atracción a clientela itinerante, tales como viajantes y marinos. No fue hasta el año 1585, decimotercer año de la era Tensho (1573 - 1592), cuando Hideyoshi autorizó formalmente el primer distrito de placer en Osaka. A este siguió el de Kioto en 1589, y el distrito de Yoshiwara en Edo. La nueva organización de los burdeles concentraba ya a clientes regulares, lo que favoreció, con el tiempo, que estas pequeñas ciudades del sexo comenzasen a diversificar su oferta de entretenimiento.

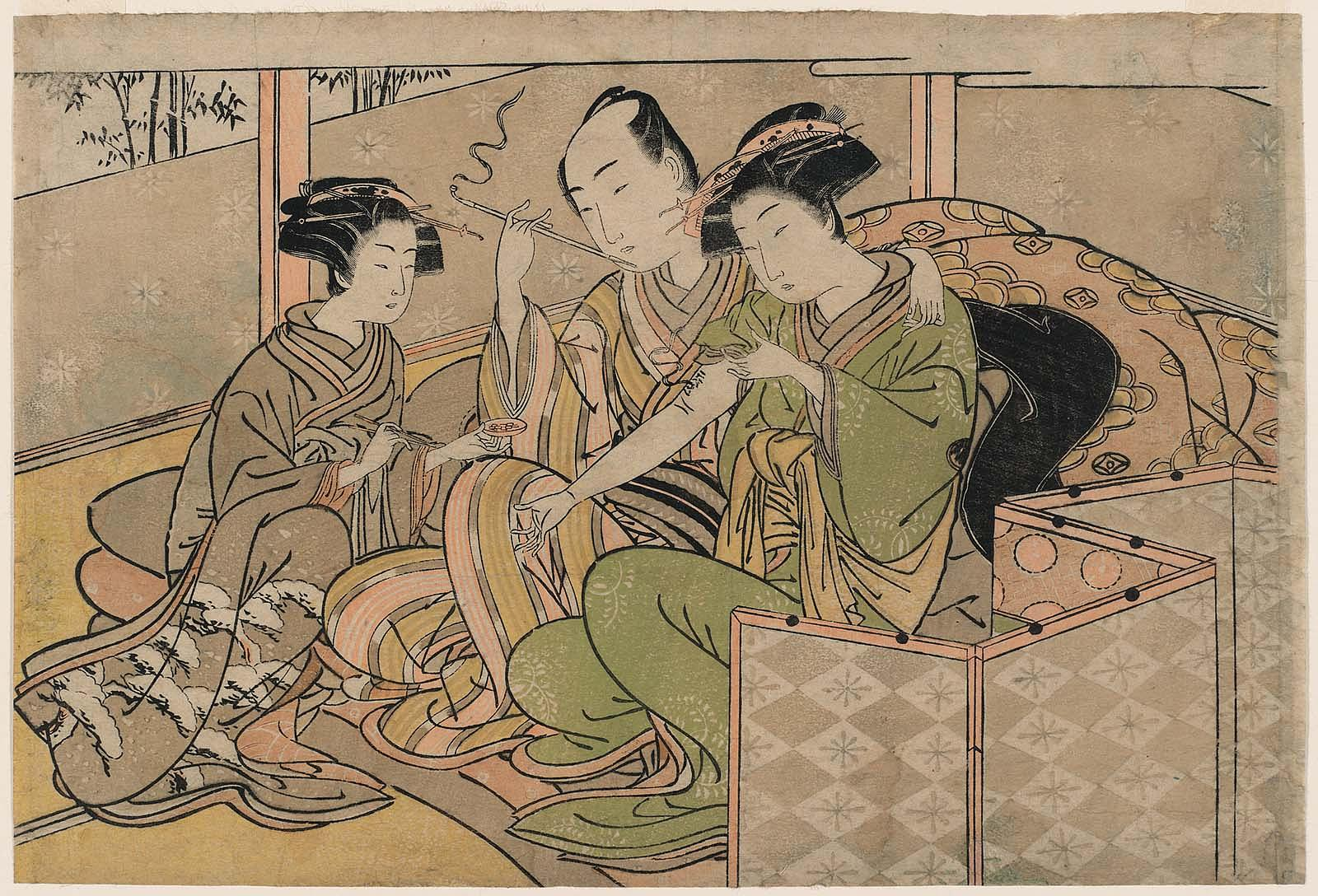
Mujer japonesa del periodo Edo cauterizando un tatuaje para su eliminación. Kitao Shigemasa (1739 - 1820)

Dentro de los vecindarios de placer se desarrolló la cultura del «mundo flotante», centrada en la 
diversión, la libertad y el disfrute. Muchos hombres que acudían a estos lugares de recreo, buscaban escapar temporalmente de sus giri (義理?   «obligaciones sociales»), sumergiéndose en la alegre atmósfera de los teatros, casas de té y baños públicos. En este universo de promiscuidad, donde los clientes eran regulares y compartían siempre las mismas cortesanas, pudieron surgir relaciones amorosas sinceras. Quizá influidos por la literatura de la época, donde se exaltaba la lealtad, los amantes empezaron a exigirse pruebas de exclusividad afectiva, ya que no podía ser física. Comenzaron entonces a popularizarse tatuajes que simbolizaban juramentos de fidelidad mutua, y devoción amorosa de la cortesana hacia su elegido. No obstante, en muchas ocasiones, la cortesana también se tatuaba esta promesa de amor 
únicamente para alentar al cliente a regresar con ella, y así garantizar su patrocinio.
Esta manera de expresar el ninjo (人情?   «sentimiento sincero») o verdadero amor hacia otra persona, mediante un tatuaje, es lo que se conoce como kishobori. Los kishobori (起請彫?   «juramento tatuado») son nombres o palabras que solían tatuarse en la parte superior del brazo o el interior del muslo. Algunos kishobori eran lemas como inochi (命?   «vida») y chiyo (千代?   «mil años» o «mucho tiempo»). La voz kishobori se compone de los términos ki-sho (起-請 ki-shō?,  «juramento o pacto») y bori (彫?), variación eufónica de hori (véase etimología) Algunos investigadores traducen el término como  «juramento tatuado», ya que tatuar era lo que significaba el verbo horu durante la época Edo, cuando la palabra horishi comenzó a usarse para nombrar al tatuador profesional. Aparte de una promesa de fidelidad o amor entre dos personas, un kishobori podía ser una oración o un juramento hecho a los dioses. También podía ser una promesa que el individuo se hacía a sí mismo, es decir, un propósito, o el recuerdo de un evento particular.

### Tatuaje ornamental

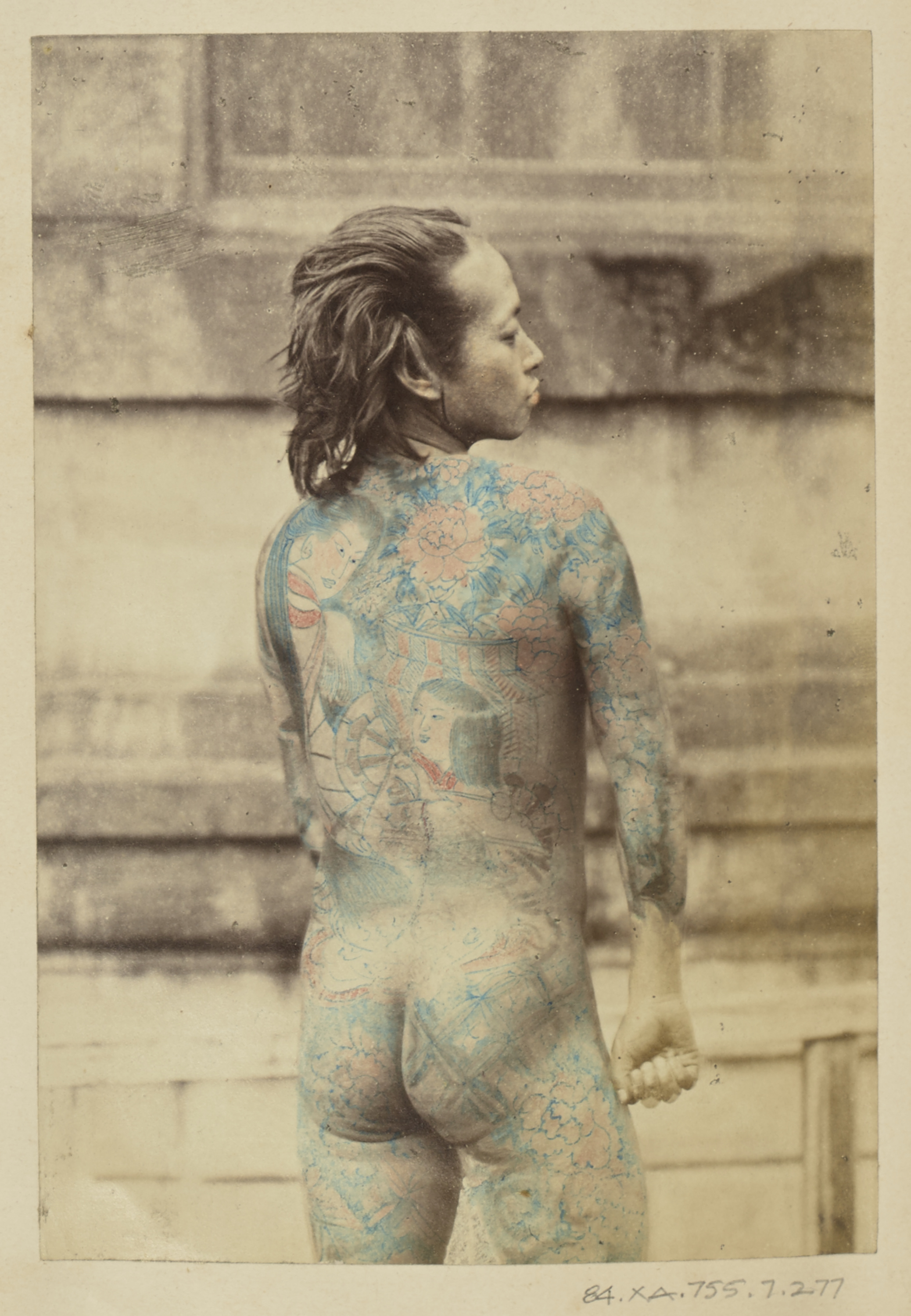
Vista posterior de un hombre japonés del que lleva el cuerpo tatuado. Felice Beato (1868 - 1880)

Antes de cuajar en su forma artística definitiva, el horimoro ha pasado por varias fases a lo largo de su historia. Durante parte del período Edo, por ejemplo, el arte del tatuaje se inspiró en el estilo clásico de pintura japonesa conocido como yamato-e, y era frecuente que algunas prostitutas lo utilizasen para reforzar su encanto. Según algunos investigadores, los tatuajes figurativos usados para engalanar el cuerpo comenzaron a popularizarse tras la era Hōreki (1751 - 1764) en forma de pequeños dibujos que representaban blasones familiares y namakubi (生首?   «cabezas recién cortadas») Poco tiempo después, en la era Meiwa (1764 - 1772), se pusieron de moda los tatuajes de dragones. Estos primeros tatuajes ornamentales cubrían brazos y espalda con figuras independientes entre sí, que aún no formaban ese estampado continuo, propio del horimono más evolucionado. Además de dragones, la gente solía tatuarse retratos de la deidad budista Fudō Myō-ō, seres espectrales tales como los yōkai, escenas de gokumon (獄門?   «exposición en público de cabezas recién cortadas (las ya mencionadas namakubi)»), y representaciones de las tradicionales máscaras hannya (般若?) utilizadas en el teatro nō. Algunos tatuajes, como los llamados ikakubori, aprovechaban las reminiscencias penales de los antiguos irezumi para infundir miedo. Por aquel entonces, muchos bandoleros y salteadores de caminos se tatuaban el cuerpo para tener un aspecto amenazador.
A finales del siglo XVIII los tatuajes ganaron la suficiente complejidad como para denominarlos horimono, siento identificables como tal, ya en su forma definitiva, durante las eras Bunka y Bunsei (1804 - 1829) En aquella época, muchos de los hombres que se ganaban la vida ejerciendo de mozos de cuadra o transportistas, ya fuera cargando bultos o tirando de la popular anda oriental llamada palanquín, iban prácticamente desnudos y cubiertos sólo de un fundoshi (ふんどし?   «calzón japonés») Algunos de aquellos trabajadores lucían horimonos bastante extensos, remedando una especie de vestimenta suplementaria tatuada al cuerpo, semejante a una pelliza cortada hasta el muslo. Los documentos literarios, fotográficos y pictóricos, indican que algunos artesanos y vendedores ambulantes también se tatuaban, pero era más frecuente encontrar gente tatuada entre los grupos de bomberos, trabajadores de la construcción, jugadores profesionales (bakuto), portadores de palanquines, barqueros y mensajeros. Los investigadores explican el surgimiento de estos tatuajes entre los obreros y artesanos más humildes, que trabajaban semidesnudos, como una respuesta a las suntuosas vestimentas de los comerciantes y artesanos con alto poder adquisitivo. Este deseo de imitar a los ricos expresado mediante tatuajes, e inspirado en los héroes del Suikoden, influyó para formar el carácter de la población desfavorecida afincada en Edo. Los edokko —gentilicio usado para denominar a algunos habitantes nacidos en dicha ciudad, que no eran guerreros ni tampoco campesinos—, se sumaron a la moda del tatuaje a medida que fueron adquiriendo su propia personalidad y sentido de pertenencia a un grupo. El tatuaje era una manera un tanto extravagante de expresar su carácter con orgullo y convicción, a la manera de los héroes populares representados en las estampas de Kuniyoshi.

... los ciudadanos de Edo eran rudos, impulsivos y polémicos. De entre ellos surgió el típico edokko, un individuo barriobajero, crítico, sarcástico y descarado. Estas distinciones demuestran que los ciudadanos habían comenzado a desarrollar una fuerte conciencia de clase, casi antagónica a la sólida  casta militar. Ese sentimiento de pertenencia a un grupo y la creciente fuerza del pueblo llano, unido por el espíritu edokko, podría haber jugado un papel importante para que siguieran con entusiasmo la moda de tatuarse, sobre todo con representaciones del Suikoden de Kuniyoshi o figuras simbólicas del movimiento otokodate. La costumbre de tatuarse funcionaría entonces como una especie de «insignia» que los distinguía del resto de la sociedad.
Van Gulik, 1982, pp.55-56

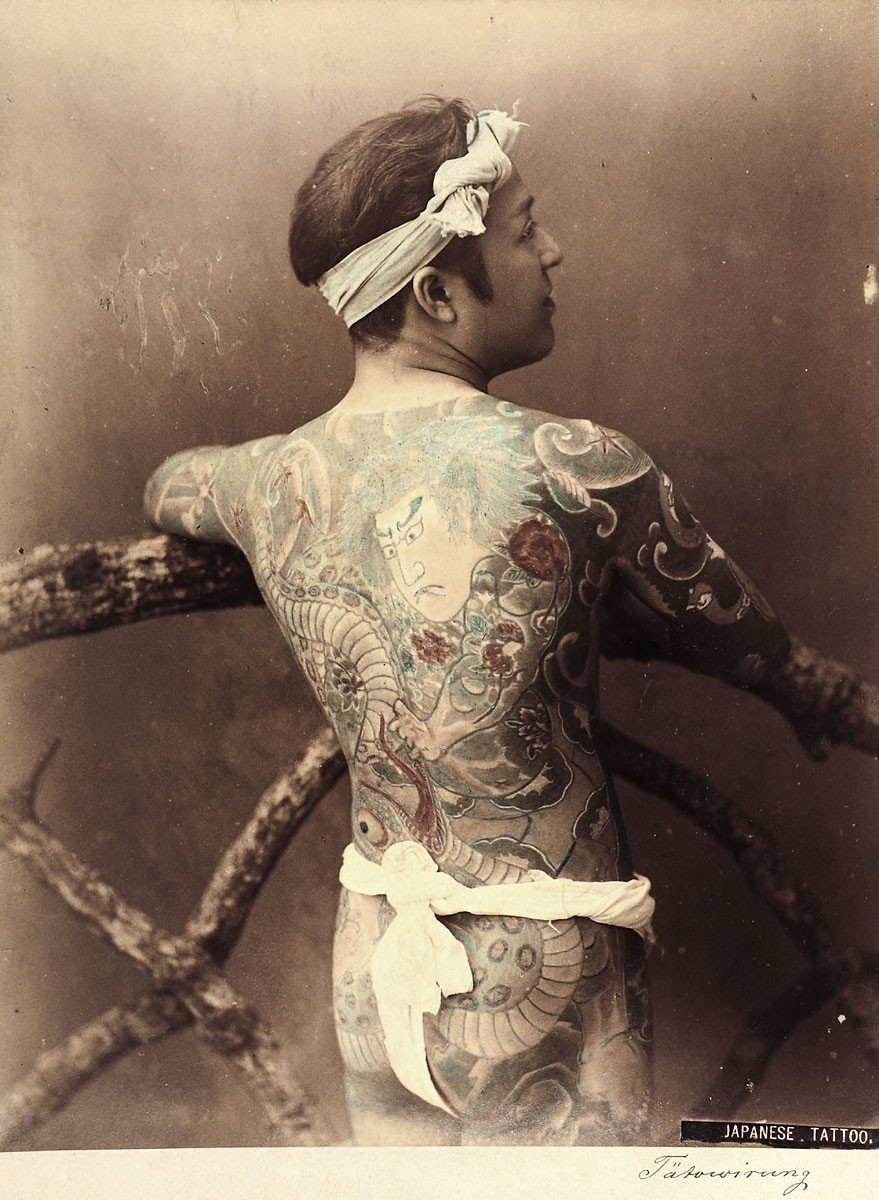
Hombre japonés del con el cuerpo tatuado. En su espalda aparece representada la figura de un hombre luchando contra una gran serpiente. Autor desconocido (1880-1890)

A principios del siglo XIX, la iconografía del horimono se enriqueció hasta el punto de rivalizar con el ukiyo-e, y su técnica alcanzó niveles de refinamiento similares al de la nishiki-e (錦絵?   «estampa policromada») realizada con planchas de madera. Los primeros horimono carecían de ese contorno tan característico que los distingue de otros tatuajes, dentro del cual, se enmarcan las figuras principales rodeadas de una atmósfera envolvente y continua, llena de elementos naturales tales como vegetación, olas espumosas, nubes y rayos. Estos horimono rudimentarios atrajeron la atención del shogunato, que restringió su práctica mediante las leyes promulgadas por Matsudaira Sadanobu entre 1787 y 1793, como parte de las reformas de Kansei. Un control más laxo del bakufu, y una revitalización de la industria del entretenimiento durante el principio del siglo XIX, permitió al tatuaje tradicional alcanzar su madurez. Es entonces cuando aparecieron los primeros tatuadores profesionales, llamados horishi o irezumishi. Los tatuajes más difundidos por aquella época se conocían con el nombre de datebori, y solían cubrir solo brazos y hombros. Estos tatuajes se citan en un documento escrito entre 1801 y 1805 por Ishihara Masaakira, diciendo de ellos que son habituales entre los integrantes de los diferentes cuerpos de bomberos de la época.

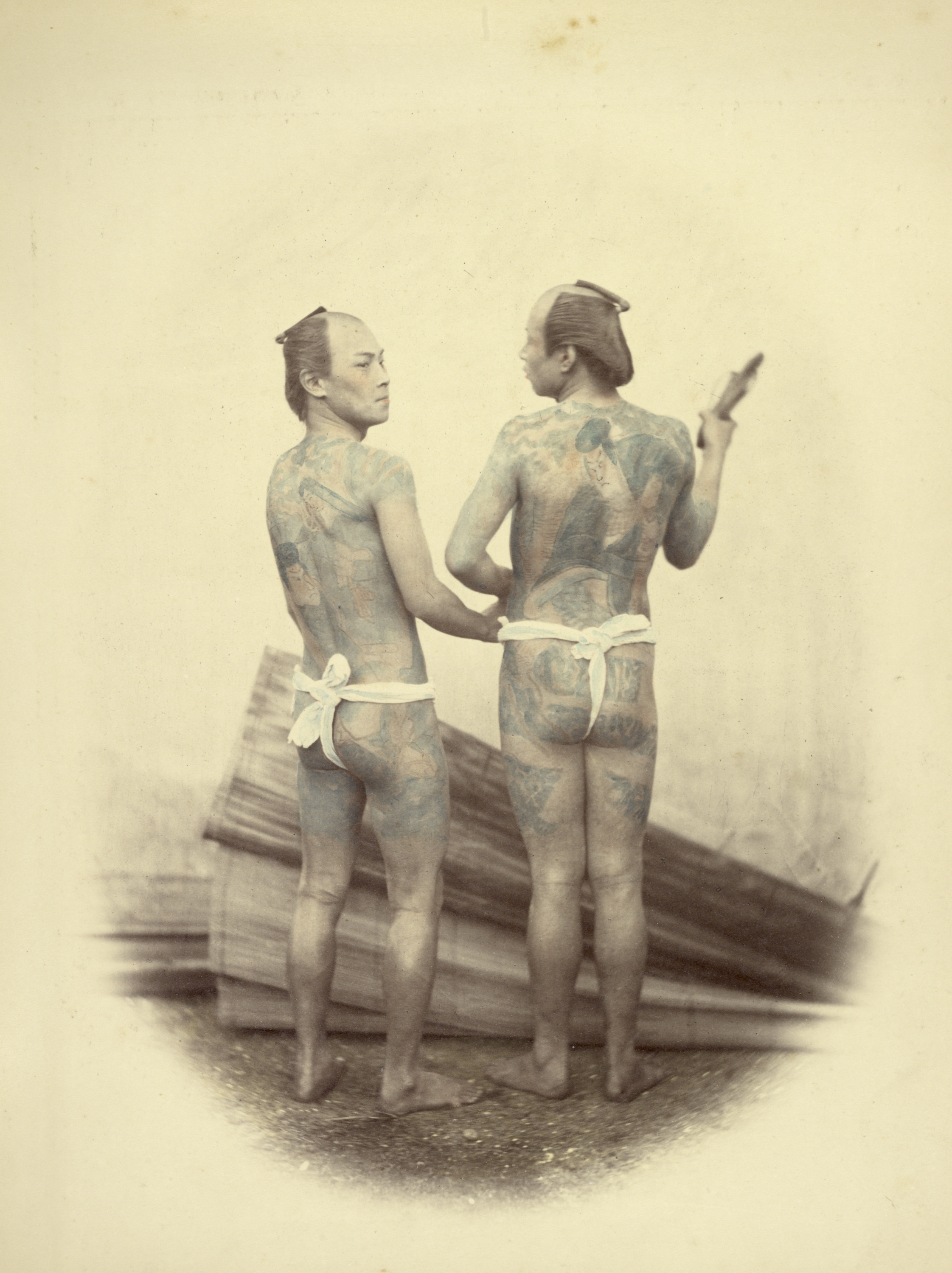
Mozos de cuadra japoneses del con el cuerpo tatuado. Felice Beato (1866 - 1867)

En efecto, los  hikeshi (火消し?   «bomberos») fueron uno de los colectivos donde más floreció el arte del tatuaje ornamental. Es importante saber que durante la época Edo los edificios se fabricaban enteramente con madera, y en las zonas más humildes de los grandes núcleos urbanos, se agrupaban formando tortuosas callejuelas donde proliferaban incendios con frecuencia devastadores. Esto era así, por ejemplo, en el área del casco viejo de la ciudad de Tokio conocida como shitamachi. Durante el gran incendio de Meireki sucedido en 1657, las llamas se descontrolaron durante tres días en la ciudad de Edo, destruyendo las grandes mansiones de los daimyō y parte del castillo del shōgun. Los hikeshi de entonces, descritos como hombres valerosos y rebeldes, fueron cruciales para defender la ciudad de las llamas. Tras el gran incendio de Meireki, los hasta entonces descarriados grupos de bomberos, se organizaron por distritos con protocolos de gobierno y jurisdicciones bien establecidas. Se formaron tres cuerpos de bomberos distintos: los jōbikeshi (定火消?), o bomberos regulares; los daimyo-hikeshi (大名火消?), o bomberos encargados de proteger los templos y graneros del clan Tokugawa; y los machibikeshi (町火消?), o bomberos metropolitanos.
Los hikeshi integraban en sus filas albañiles, carpinteros y ganapanes, formando diversos grupos que se diferenciaban entre sí mediante un mon (紋?   «emblema») impreso en sus trajes de protección contra el fuego. Los primeros tatuajes que se comenzaron a estilar entre los diferentes cuerpos de bomberos, copiaban los diseños de estos emblemas y tenían la misma finalidad, pero, además, pretendían intimidar a otros grupos de extinción de incendios, considerados muchas veces rivales. Aparte de esto, se otorgaba a dichos tatuajes un poder protector contra las llamas, y servían para reconocer a quienes los llevaban en caso de muerte en el lugar del siniestro. Con el tiempo, el tatuaje se convirtió en un símbolo que identificaba a los diferentes grupos de hikeshi, especialmente a los tobigashira, sus jefes de brigada. El hecho de compartir la fuerte cultura visual del tatuaje, ayudó a formar entre las diferentes brigadas de hikeshi un espíritu de equipo que cohesionaba aún más a sus miembros. Por otro lado, tatuarse el cuerpo les permitía identificarse con los forajidos y galanes de las novelas a un nivel abstracto y socialmente aceptable. Debido a que los nuevos tatuajes todavía conservaban reminiscencias de los tatuajes penales o irezumi, y se asociaban al ambiente delictivo, fueron considerados un símbolo de rebeldía y un reflejo del conflicto social existente entre plebeyos y guerreros, así como entre refinados comerciantes de ciudad y jornaleros de baja estofa.

### El Suikoden

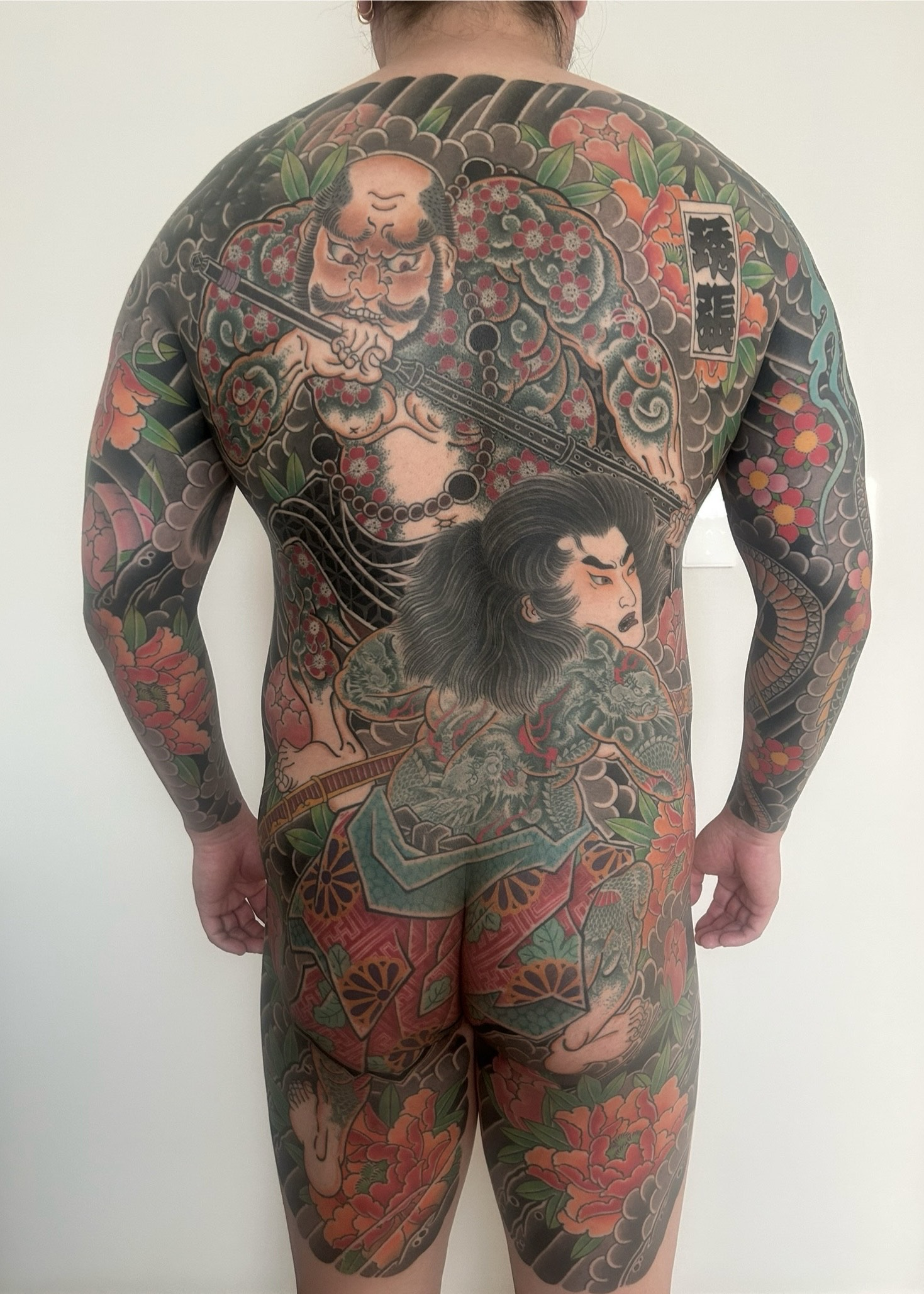
Motivo Suikoden

En la década de 1820 comenzaron a pasar de moda los tatuajes de estilo datebori y los intimidatorios ikakubori antes mencionados, siendo reemplazados por tatuajes más grandes que solían cubrir espalda, brazos, pecho y piernas. Durante este mismo periodo surgieron las primeras composiciones provistas del característico contorno que distingue al horimono del resto de tatuajes, y que aglutina, en una sola estampa, lo que inicialmente fueron tatuajes de figuras aisladas. 
Estos cambios de estilo se debieron en gran medida a la publicación en 1827 de una novela proveniente de la narrativa china ilustrada por Utagawa Kuniyoshi, conocida en Japón con el nombre de Suikoden. Esta novela, y otras similares, surgieron debido a una progresiva alfabetización de las masas. En efecto, cuando el pueblo llano aprendió a leer, empezó a demandar una literatura no demasiado exigente y «ligera», que la prensa de la época satisfizo distribuyendo a gran escala folletines de estilo gesaku.  Esta misma prensa favoreció el desarrollo de los grabados a color realizados con planchas de madera, utilizados muchas veces para ilustrar los textos de sus publicaciones (véase xilografía y nishiki-e) El nishiki-e y el fenómeno Suikoden influyeron notablemente en el desarrollo del horimono, haciendo que los tatuajes japoneses comenzasen a extenderse por el cuerpo haciéndose más grandes y extravagantes, al estilo de las ilustraciones difundidas por la prensa.

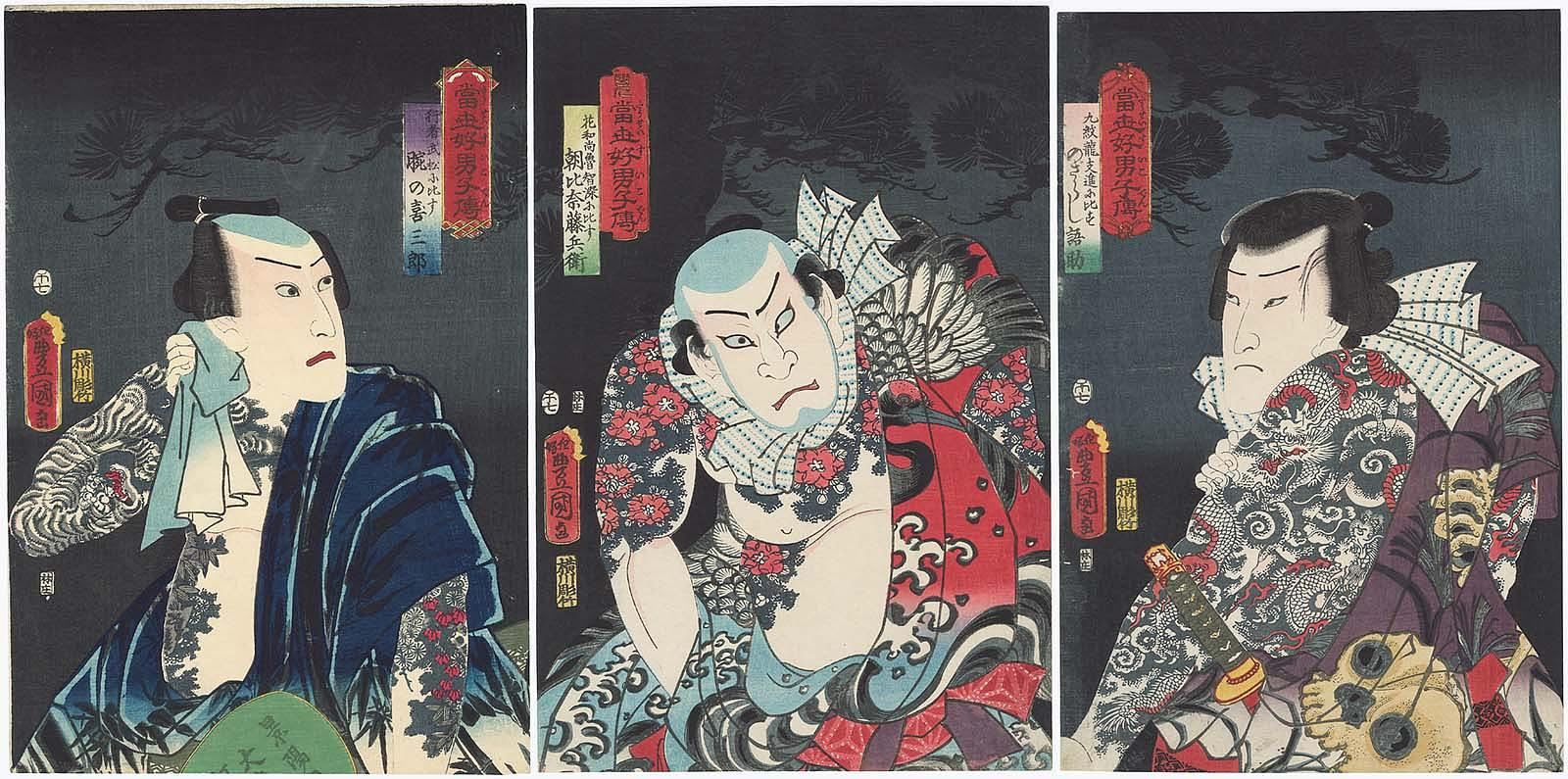
Actores japoneses representando a héroes tatuados del Suikoden. Por orden, de izquierda a derecha: Kawarazaki Gonjûrô I interpretando a Wu Song, el asceta; Nakamura Fukusuke I, interpretando a Lu Zhishen, el monje tatuado de flores; Ichikawa Ichizô III, haciendo de Shi Jin «nueve dragones». Utagawa Kunisada I (1786 – 1864)

Atribuida a Shi Nai'an, y escrita durante la segunda mitad del siglo XIV, la novela china Shuihu Zhuan (Suikoden en su versión japonesa) es una historia de aventuras que narra las hazañas de una banda compuesta por ciento ocho forajidos de corte romántico, honorables y justicieros, que se convierten en héroes legendarios por luchar contra la corrupción. La novela entró a Japón en el siglo I por el puerto de Nagasaki, siendo el erudito Okajima Kanzan el primero en obtener una copia. En 1728 Kanzan publicó en japonés los veinte primeros capítulos de la obra con el título de Chūgi Suikoden, agregando notas a la edición china para hacerla más accesible a los académicos japoneses. Chūshutsu Dojin completó la traducción de Kanzan con la publicación en 1790 de su obra póstuma titulada Tzūsoku Chūgi Suikoden. En esa época la novela triunfaba dentro de los círculos académicos, pero aún no era accesible al gran público. Tatebe Ayatari escribió en 1773 una nueva adaptación al japonés de la novela llamada Honchō Suikoden, situando las aventuras de los ciento ocho héroes en el antiguo Japón. Desde entonces, hasta el final del período Edo, se sucedieron varias traducciones y adaptaciones de la obra a un ritmo vertiginoso, que hicieron muy populares las aventuras de los ciento ocho héroes. La novela alcanza un triunfo sin precedentes cuando se edita la edición ilustrada Shinpen Suikogaden, surgida de la colaboración entre el escritor Kyokutei Bakin y el artista de ukiyo-e Katsushika Hokusai. Esta nueva versión del Suikoden estaba escrita en furigana, y debió mucho de su éxito a que alternaba en sus páginas el texto de Bakin y los grabados de Hokusai. En el año 1807 Bakin fue retirado del proyecto y sustituido por Takai Ranzan, quien continuó el trabajo en 1828 y lo terminó en 1838.
A pesar de que el Suikoden ya tenía mucho tirón gracias a las ilustraciones de Hokusai, su popularidad llegó al punto más álgido cuando se incorporó al proyecto Utagawa Kuniyoshi. El artista, no muy conocido por entonces, recibió de Kagaya Kichiemon el encargo de realizar seis xilografías sobre algunos héroes de la novela. Las ilustraciones de Kuniyoshi tuvieron tanto éxito, que el editor le pidió que completase la serie realizando un grabado para cada uno de los ciento ocho héroes de la obra, trabajo que finalmente acabó en 1830. Hokusai y Kuniyoshi establecieron los cánones estéticos del Suikoden, restando importancia al texto en favor de la imagen, y contribuyendo con su maestría al florecimiento de la edad de oro del grabado japonés a comienzos del siglo XIX. El trabajo de ambos maestros en el Suikoden también repercutió de manera importante en el desarrollo estético y la difusión del horimono. En el Shuihu Zhuan que llegó a Japón, sólo había cuatro héroes que llevaban tatuajes de estilo rudimentario en la espalda, hombros y brazos, y no se daba mucha importancia a este hecho. Sin embargo, Hokusai, aparte de lograr imprimir movimiento a los personajes de sus ilustraciones dándoles mayor vitalidad, prestó mucha atención al tatuaje, representándolo con un nuevo estilo más sofisticado. Es probable que esos héroes tatuados hiciesen más atractivas las aventuras del Suikoden, causando sensación entre un público ya seducido por los tatuajes de estilo nukibori.
En la versión del Suikoden donde participó Kuniyoshi —titulada Tzūzoku Suikoden Gōketsu Hyakuhachinin na Hitari—, el número de héroes tatuados pasó de cuatro a dieciséis. Además, el área de piel tatuada de estos héroes era mayor que en ediciones anteriores, y ya no se limitaba sólo a la espalda, hombros y brazos. De hecho, algunos de ellos empezaron a llevar lo que se conocería como sōshinbori (総身彫り?   «tatuaje integral o completo»), que les cubría todo el cuerpo empezando desde el cuello hasta las muñecas y los tobillos, pasando por la espalda y el abdomen. Estos «trajes tatuados» asemejaban la piel a un damasco, e incorporaban un color adicional mezcla de azul y rojo, que Kuniyoshi difuminaba para dar sensación de profundidad mediante una técnica llamada bokashi (véase proceso) En los tatuajes de Kuniyoshi aparecen dragones vomitando fuego, pulpos retorciendo sus tentáculos, cascadas de agua espumosa y flores de cerezo llevadas por el viento, dibujados con tal nivel de detalle y finura, que fácilmente se confunden con el rico estampado de algunos vestidos. Los grabados de Kuniyoshi llevaron al tatuaje figurativo hasta su última etapa de desarrollo, en una época donde existía un juego de influencias recíproco entre el ukiyo-e y el horimono. Téngase en cuenta que muchos de los tatuadores de principios del siglo XIX, fueron antiguos grabadores procedentes del mundo xilográfico.

## Estilo e iconografía

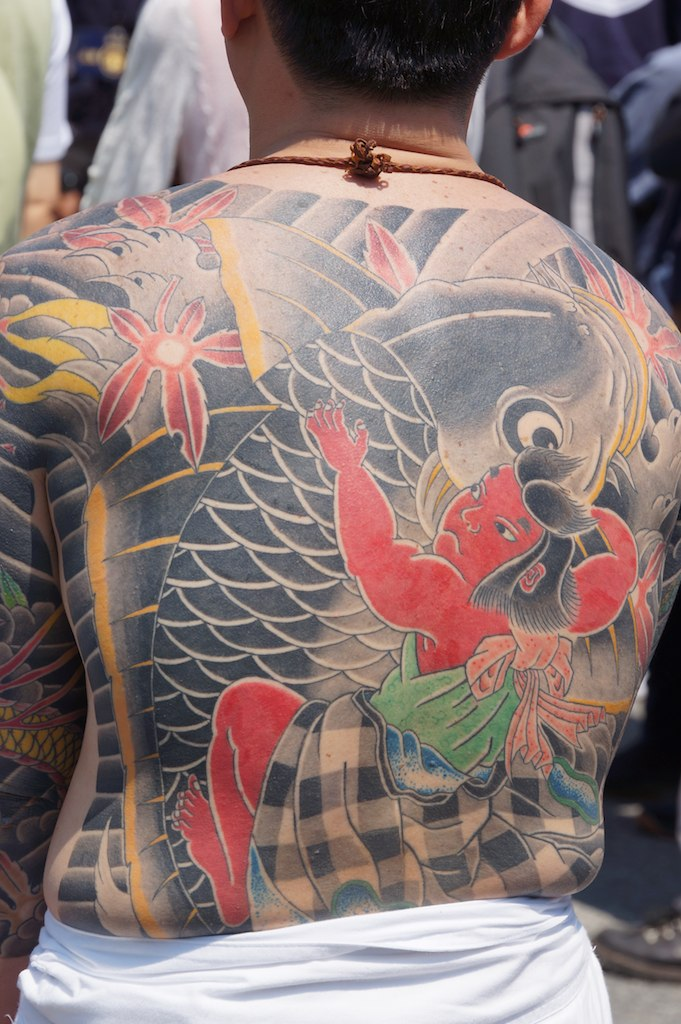
El niño Kintarō luchando contra una carpa gigante, representado en la espalda de un hombre que lleva un horimono. Festival Sanja Matsuri (2012)

El estilo del horimono es tan elaborado como el de los  grabados ukiyo-e, cuyos artistas —Kuniyoshi (1798-1861), Hokusai (1760-1849), Kunisada (1786-1867) o Yoshitoshi (1839-1892), entre otros— sirvieron de modelo e inspiración para muchos maestros tatuadores. Con mucha frecuencia el tatuaje tradicional japonés utiliza todo el cuerpo como lienzo, desde los tobillos hasta el cuello, incluidos los brazos; y rara vez se tatúan los pies, las manos o la cabeza. En los tatuajes de cuerpo entero se suele dejar una franja sin tatuar en la zona del plexo solar, a modo de camisa desabrochada, con la intención de que el tatuaje no sea visible al ir vestido. Dicha franja se extiende desde la zona genital hasta el cuello, pasando por el esternón y bordeando la línea de las clavículas.
El horimono no sólo cumple una función ornamental, tiene además una fuerte carga simbólica y espiritual. En sus diseños predomina la iconografía relativa a la tradición y las creencias antiguas, como por ejemplo: las deidades del pensamiento sintoísta, el panteón budista, la mitología y la literatura china, o la flora, el bestiario y las leyendas épicas sobre héroes y guerreros del antiguo Japón. Gracias a viejas fotografías y grabados japoneses, se conocen los motivos que han predominado durante años en el tatuaje tradicional. El artista Utagawa Kunisada, por ejemplo, ejercía de cronista de la moda de su tiempo mediante sus estampas, en la cuales reproducía la indumentaria, los peinados y los tatuajes que se estilaban durante los últimos años de la era Tokugawa y principios de la era Meiji. En varias de sus xilografías pertenecientes al género yakusha-e, aparecen actores de kabuki con el cuerpo tatuado. Muchas veces estos actores no estaban tatuados en la vida real, como es el caso de Kawarazaki Gonjūrō I, que aparece representado en distintas xilografías llevando tatuajes de diferentes formas, tamaños y temáticas. Dependiendo del grabado que se trate, el mencionado actor aparece llevando un tatuaje con la figura de un dragón y flores de cerezo, un karashishi o león chino, carpas, tigres, o paisajes mitológicos combinados con flores de cerezo, peonías o ramas de bambú. En algunas ocasiones sus tatuajes representan únicamente plantas sobre un fondo monocromático, combinadas con elementos tales como nubes, olas y rayos.
Cómo se ha mencionado antes, las leyendas japonesas y chinas son un tema recurrente en el horimono. En una de las fotografías del etnógrafo Wilhelm Joest, aparece retratado un hombre japonés llevando un tatuaje con la figura de Chiang Liang, uno de los tres héroes de la dinastía Han, ayudando a un anciano a buscar una sandalida perdida en el río Wei. En el pecho de este mismo hombre, está tatuada la legendaria túnica de plumas hagorome, otro motivo frecuente en el horimono. Según cuenta la leyenda, un espíritu volador ascendió hasta una montaña para admirar el paisaje, y allí, colgada de las ramas de un pino, olvidó su túnica emplumada. Dicha túnica fue encontrada por un humilde pescador, que aceptó devolvérsela al espíritu si éste realizaba una danza llamada Suruga no mai (駿河の舞?) Otras figuras que también aparecen con frecuencia en las antiguas xilografías y el tatuaje tradicional, son las del héroe popular Oniwakamaru y el niño de fuerza inhumana Kintarō. Normalmente se les representa a ambos en el agua, luchando contra una carpa gigante, y en el caso del niño forzudo, a veces contra un oni. En la tradición japonesa, la carpa que remonta una cascada contra corriente, como hacen los salmones, simboliza la perseverancia. Otra fuente de inspiración para los tatuajes clásicos son los personajes religiosos. Las figuras de los siete dioses de la fortuna son muy recurrentes, en particular la de la diosa budista Benzaiten, considerada una divinidad de la música y la sabiduría. A esta diosa, identificada con su homóloga hinduista Sarasvati, normalmente se la dibuja portando un instrumento musical llamado biwa. Otro dios que aparece con mucha frecuencia en los horimono es el ya mencionado Fudō Myō-ō, a quien se suele dibujar envuelto en llamas, con expresión feroz, mientras blande una espada con una mano y sujeta una soga con la otra.

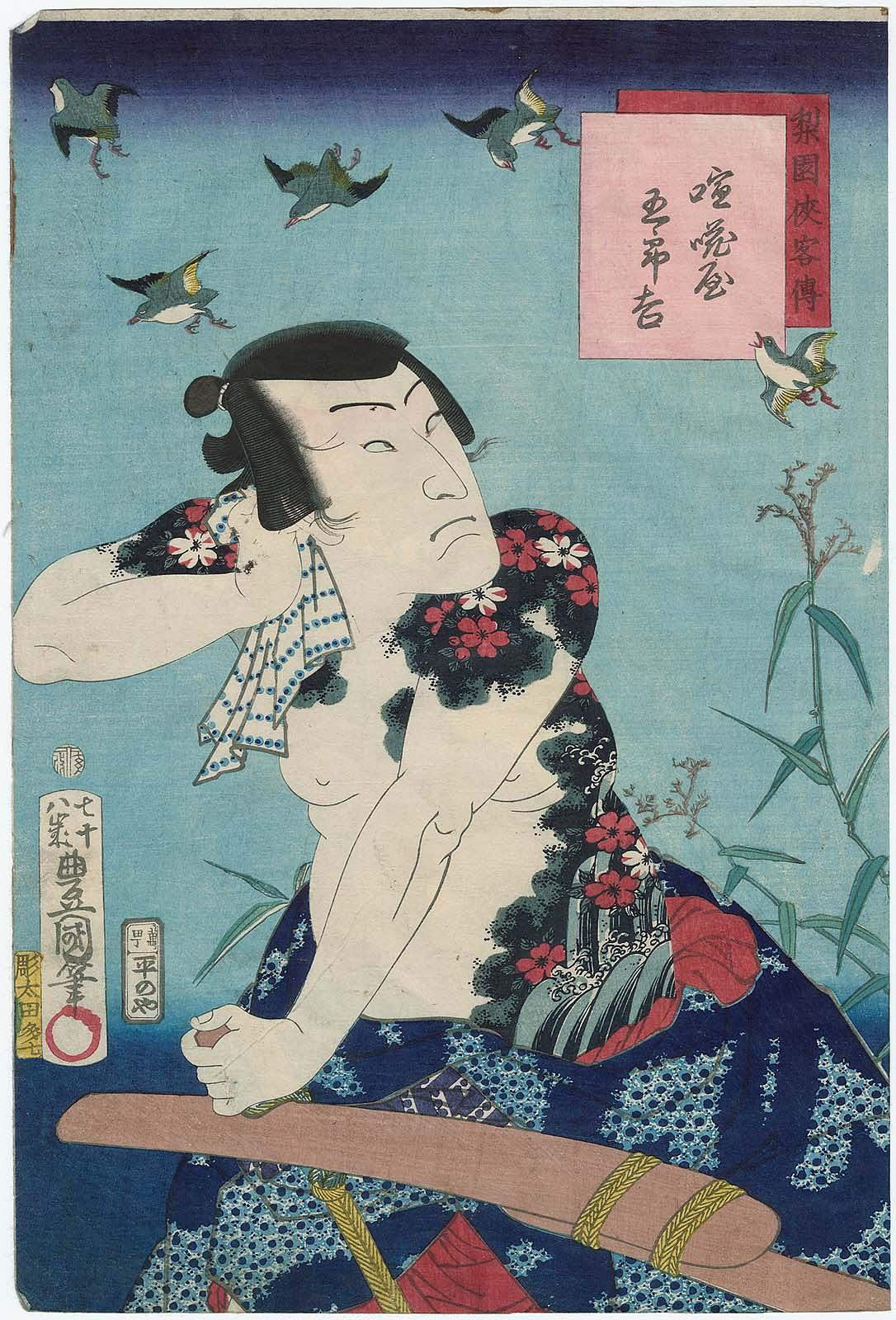
El actor Bandô Hikosaburô V interpretando a Kenkaya Gorokichi a bordo de un bote, mientras se seca el sudor del cuello con un tenugui. Lleva un tatuaje con cascadas y flores de cerezo. Utagawa Kunisada I (1786 - 1864)

Muchos de los símbolos que aparecen en el horimono aluden a cualidades que posee (o desea poseer) quien los lleva tatuados sobre la piel, como por ejemplo: coraje, honestidad, longevidad, etc. Dichas cualidades se suelen representar mediante dibujos de animales, dioses o plantas. Lo motivos vegetales y florales aparecen con mucha frecuencia en el tatuaje tradicional y la pintura japonesa, siendo la siguiente lista la de las especies más representadas:
- La flor del loto, suiren, es símbolo de armonía y orden. Al crecer en aguas cenagosas manteniendo la belleza, esta flor evoca virtud, dedicación, vacío interior, virginidad y pureza. Cuando se colorea de azul representa modestia y limpieza. Según la tradición oriental, el loto florecía el octavo día del cuarto mes chino, coincidiendo con el día del nacimiento de Buda, por lo tanto, también se asocia a éste y a su doctrina.[89]

- El crisantemo, kiku, se relaciona con el otoño. Su flor simboliza longevidad, determinación y tenacidad. La flor del crisantemo se representa con frecuencia en el horimono desprovista de significado, simplemente para integrar otras composiciones.

- El cerezo, sakura, es un emblema nacional en Japón conocido a nivel mundial. Su flor se compone de cinco pétalos en forma de corazón en torno a un pistilo amarillento, bajo el cual asoman hojas de color verde. En la cultura japonesa la flor del cerezo se asocia a la figura del samurái, simbolizando fugacidad y lealtad. Se suele representar en su color blanco original —pigmentando la piel o aprovechando su propio tono—, con un difuminado violáceo, rosado o rojo en la raíz del pétalo.[90]

- La peonía, botan, se vincula al verano y al poder real en la tradición china. Su flor suele representarse con un número de pétalos variable, de entre cinco a diez, y su significado varía en función del color. La blanca atrae la buena suerte y la salud, simbolizando juventud, belleza y espíritu cultivado; representa la integración entre los opuestos, refiriéndose a la vida en armonía entre una mujer y su hombre. La roja tiene connotaciones violentas; representa masculinidad y valor, asociándose al samurái y a la sangre derramada en la batalla.[91]

- El arce rojo normalmente se asocia a la carpa asiática koi, debido a que este pez remonta los ríos en la época en que el árbol pierde sus hojas. En los tatuajes tradicionales las hojas de cinco puntas del arce suelen dibujarse coloreadas en rojo, amarillo o verde.[90]

En lo referente a la fauna, las ilustraciones presentes en el tatuaje clásico cubren tanto los animales reales como las fieras mitológicas. Cabe destacar entre los animales fantásticos al dragón, al ave fénix y a los leones de piedra. Todas estas criaturas fabulosas proceden del bestiario chino, y tienen un papel protagonista en el arte japonés. La siguiente lista es una recopilación de animales que aparecen con frecuencia en el horimono:

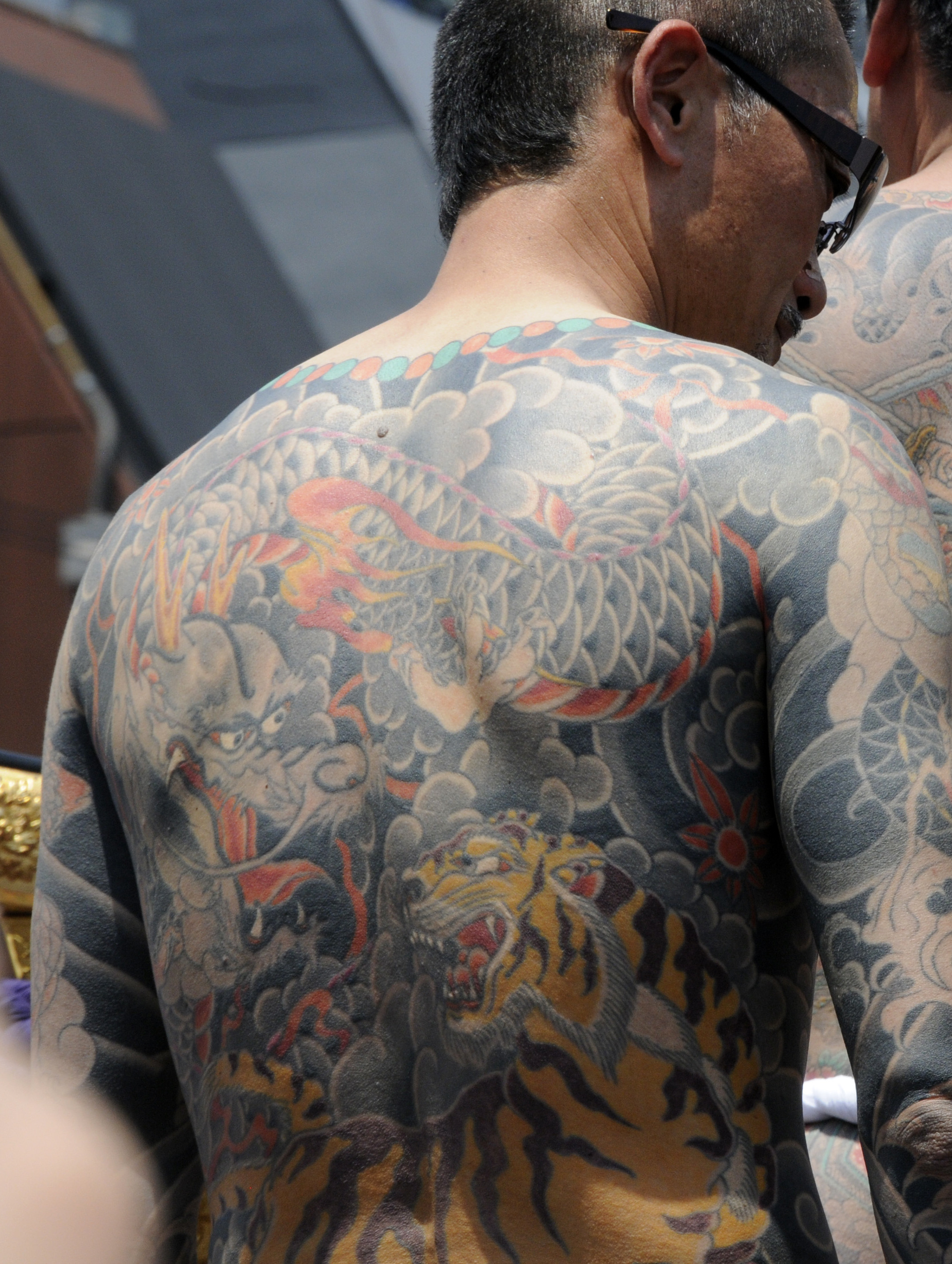
Un tigre y un dragón desafiándose mutuamente, representados en la espalda de un hombre que lleva un horimono. Festival Sanja Matsuri (2012)

- El dragón posee una dimensión simbólica muy compleja dentro del mundo del tatuaje, el arte y el pensamiento oriental. Puede revelarse como entidad destructora (dragón de otoño), o regeneradora (dragón de primavera) Se relaciona con los ríos, las corrientes, las tempestades y el trueno. Existen dragones terrenales, aéreos, subterráneos y habitantes del mundo de los espíritus.

Es un animal perteneciente al reino fantástico, lo cual es ya motivo de fascinación. A pesar de tener una forma universal, permite al tatuador ser creativo y abrir la mente cuando trabaja en él. Dado su carácter sacro, debido seguramente al hecho de que se manifiesta en lugares como templos o santuarios, la gente percibe un sentimiento místico alrededor del dragón, que se ve acentuado gracias a su enorme envergadura. Por otra parte, el dragón tiene una figura armoniosa y una potencia visual enorme.
Horiyoshi III. Especial tatuaje japonés. Tatoo Life, 22, p.48

- El fénix se halla muy ligado a la figura del emperador; simboliza majestad, hermosura y, en general, todo tipo de cualidades elevadas. Es una especie de pájaro híbrido con cabeza de faisán, cresta de gallo, pico de golondrina y cuello serpentiforme. Lleva plumaje de vistosos colores y está dotado de una cola similar a la de un pavo real. Junto con el dragón y la grulla, era uno de los vehículos que los inmortales usaban para transportarse al mundo superior. Simboliza longevidad, fortuna y sabiduría. Cuando aparecen en parejas significan fidelidad, dependencia, compromiso y protección.[93]

- Los leones de piedra fueron un importante elemento arquitectónico en China, y empezaron a decorar las puertas de los edificios a partir de la dinastía Yuan. Normalmente aparecen en parejas de macho y hembra; el león macho sujeta un objeto esférico con la garra, y la hembra protege bajo su pata a una cría. Con el tiempo, las figuras de estos guardianes de la puerta, que servían para proyectar dignidad y honor, han ido perdiendo valor simbólico en el tatuaje.[94][93]

- El tigre, tora, encarna la figura del guerrero y las artes marciales. En la tradición china al tigre se le trata con gran reverencia, y tiene como misión proteger los territorios del oeste. Como tercer animal del horóscopo chino, que contiene la fuera del yang, simboliza intuición, valentía, compasión y piedad. En el tatuaje tradicional japonés su figura suele dibujarse en la espalda.[95]

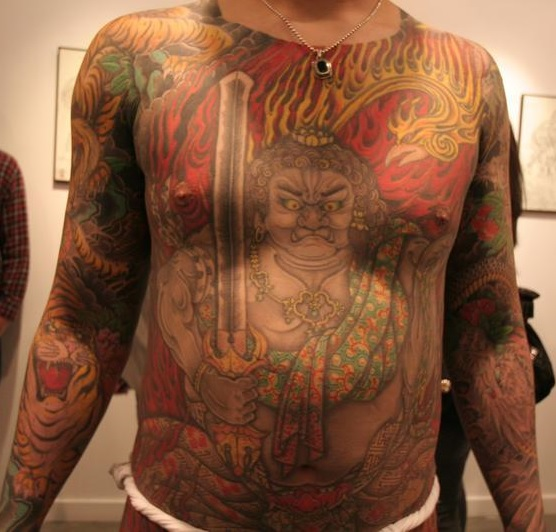
Fudō Myō-ō envuelto en llamas, representado en el pecho de un hombre que lleva un horimono integral, realizado por Horiyoshi III.

- La carpa koi es un motivo muy presente en el horimono. Quien lleva tatuada una carpa supuestamente desea adquirir coraje, dedicación y perseverancia. Se suele representar remontando las aguas, con la cabeza apuntando a lo alto, y a veces con hojas de arce rojo para evocar la estación otoñal. Cuando se las dibuja en pareja simbolizan el amor (hutatsugoi) o el matrimio (huhugoi)[96]

- La serpiente suele representarse en actitud amenazante, con la boca abierta y mostrando los colmillos, pero a veces también con la boca cerrada, enseñando su lengua bífida. Se vincula a la primavera, época en que despierta de su letargo invernal. En su calidad de sexto animal del zodiaco chino, simboliza astucia, crueldad y muerte. Puede ser una imagen terrestre o acuática, si va acompañada de dragones. En la tradición japonesa la serpiente es la mensajera del dios Ryūjin, el rey dragón, soberano de los reptiles.[96]

En lo que respecta a las deidades y entes mitológicos, tanto budistas como sintoístas, se pueden destacar los que aparecen en la siguiente lista:
- Kannon es el dios/diosa de la misericordia. En la tradición hindú aparece encarnado en el cuerpo de un varón, mientras que en Japón tiene la apariencia de una mujer hermosa, montada sobre un dragón. En el tatuaje tradicional simboliza dedicación, rezo y espiritualidad.[97]

- Fudō Myō-ō, el inamovible, el imperturbable, el combatiente de los enemigos en la doctrina budista. Su imagen y culto fueron traídas al Japón desde China por el maestro Kūkai. Es el dios de la ira que guarda los infiernos, todo envuelto en llamas y con expresión amenazadora. En su mano derecha blande una espada, y en la izquierda lleva una soga para atar a los corruptos al tormento del infierno. Fudō Myō-ō es un dios justiciero, defensor de la ley y las causas nobles. Quienes llevan tatuada su imagen pueden querer expresar valores positivos relacionados con la  justicia y el orden.[98]

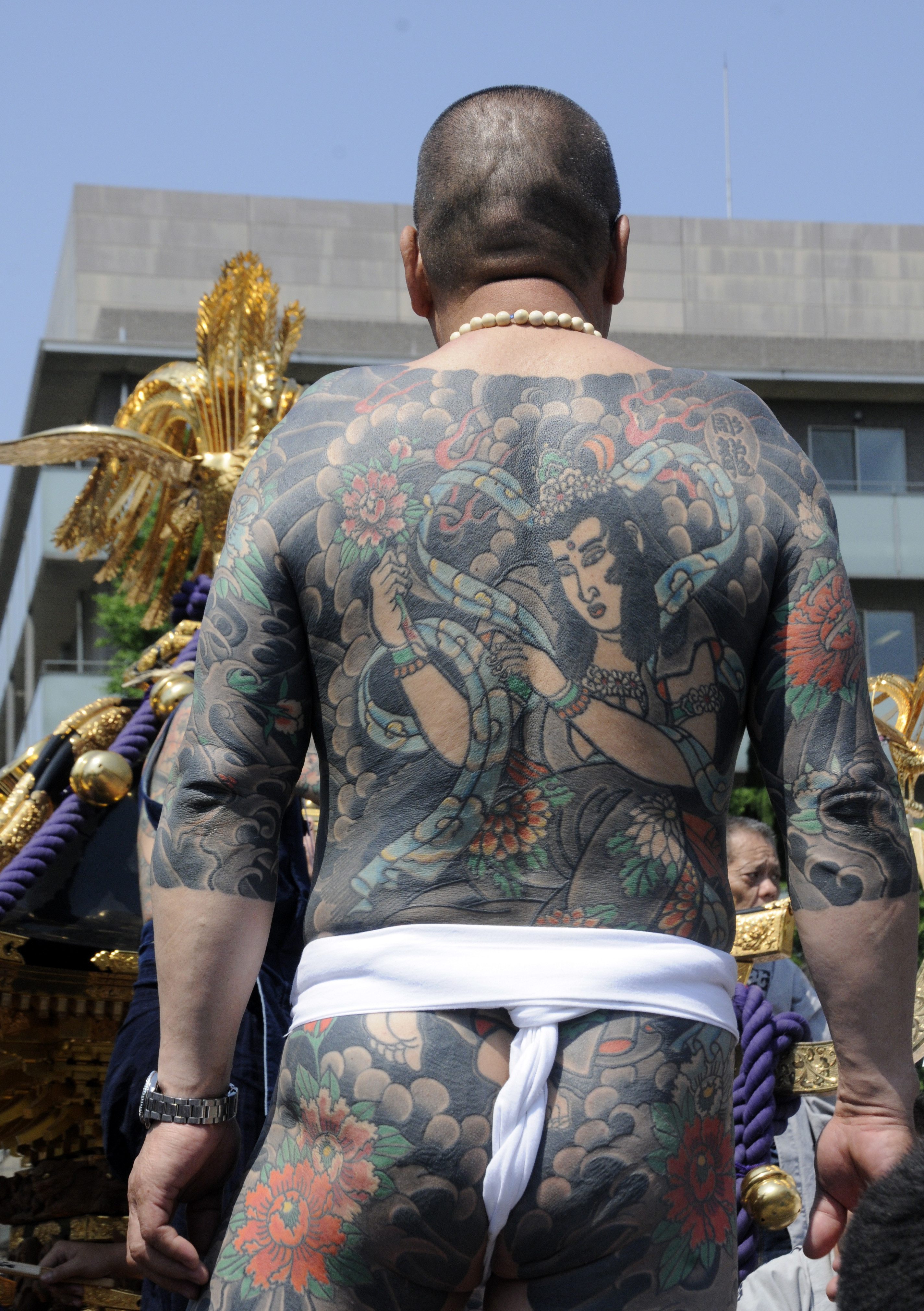
Deidad japonesa portando la flor de una peonía, representada en la espalda de un hombre que lleva un horimono integral. Festival Sanja Matsuri (2012)

- Hagoromono es una suerte de virgen alada o hada. Se la suele dibujar llevando magníficos vestidos, con las alas de su espalda desplegadas y en actitud grácil.[98]

- Tennin y Ni-ō son una pareja muy popular de gigantes guerreros, encargados de custodiar las puertas de los templos budistas, tal y como hacen los leones de piedra. Son símbolos protectores, y se les suele dibujar semidesnudos, con cuerpos musculosos y expresión feroz. Representan la dualidad y la fusión entre la materia y el espíritu.[98]

- Benten o Benzaiten es la diosa protectora de las artes, la música, la elocuencia, el conocimiento y el amor. Es capaz de disolver el mal con el sonido de su koto. En la tradición china pertenece al grupo de «los siete dioses de la fortuna». Entre sus atributos está la sensualidad, la seducción e incluso la lascivia. Se la dibuja portando su instrumento musical, a veces a lomos de un dragón o acompañada de una pequeña serpiente blanca llamada Ugajin.[98]

- Fūjin y Raijin son dos criaturas de apariencia demoniaca que proceden de la mitología sintoísta, dotadas de colmillos, cuernos y garras. El primero es el dios del viento y el segundo el del trueno; ambos portan lluvias, tormentas y tifones. Son muy venerados en Japón debido a la extrema climatología del país. Fūjin suele representarse con el cuerpo verde, un cuerno en mitad de la cabeza, y cargando una bolsa llena de vientos llamada kazebukuru. Raijin aparece con el cuerpo rojo, dos cuernos, y rodeado de tambores con los que produce el sonido de los truenos. El maestro tatuador Horiyoshi III tiene varias composiciones aterradoras y de gran potencia visual, en las que aparecen estos dioses.[99]

- Kintarō, el niño de fuerza extraordinaria, es un personaje popular en Japón que goza de gran simpatía, y aparece con frecuencia en los tatuajes tradicionales. Evoca libertad, espíritu indomable, adaptación a la naturaleza y superación de dificultades. Su imagen se asocia al oso, pero es muy común verle dibujado a lomos de una carpa gigante.[100]

Otros motivos tradicionales adoptados por el horimono provienen del teatro nō. Buen ejemplo de esto son las máscaras Hannya, que representan guerreros, damas, espectros de personajes ilustres, dioses y demonios. En la tradición japonesa los Hannya son demonios que se mezclan entre los mortales y simbolizan deseos negativos. Un horimono compuesto por varios modelos de máscaras Hannya recibe el nombre de tenka gomen.

## Tatuadores
Al creador de un horimono se le conoce en japonés como horishi (彫師?   «tatuador»), horimonoshi (彫り物師?) o shiseishi (刺青師?) Antiguamente, antes de usarse para nombrar a los tatuadores, la expresión horishi también servía para denominar a los artesanos que tallaban las planchas de madera utilizadas para realizar grabados del género ukiyo-e. Desde los inicios del tatuaje decorativo, muchos artesanos provenientes de oficios relacionados con la talla, el dibujo o el grabado, acabaron consagrando sus habilidades al arte de hacer tatuajes, llegando algunos de ellos a convertirse en reputados maestros. Durante mucho tiempo su trabajo no fue aprobado por las autoridades, y llegó a estar prohibido durante el periodo Meiji. A pesar de estas dificultades, los tatuadores consiguieron mantener vivo su oficio ejerciéndolo de manera clandestina. La ilegalización del tatuaje ayudó a convertirlo en un símbolo del crimen, en lugar de una expresión propia de trabajadores y artesanos de clase media.

### Inicios
Los primeros tatuadores profesionales aparecieron en Japón hacia finales del período Edo. Sus conocimientos y técnicas se perpetuaron durante generaciones transmitiéndose de maestro a aprendiz, como solía ser habitual en todo tipo de oficios artesanales. En el libro de Tamabayashi Haruo titulado Bunshin Hyakushi, se incluyen las biografías de algunos de los tatuadores más famosos que vivieron durante los períodos Edo y Taishō. La mayoría de los horishi pioneros en la práctica del tatuaje empezaron desempeñando oficios tales como grabadores de estampas, ilustradores o diseñadores de cometas. Por lo general hacían dibujos que no eran suyos, y, hasta el período Meiji, estampaban en la piel de sus clientes temas provenientes del género ukiyo-e.
Karakusa Gonta de Asakusa, Darumakin, Iku de Yanaka, Charibun de Asakusa, Yatsuhei de Matsushima y Konkon Jirō, fueron los nombres de algunos tatuadores activos a mediados del siglo XIX. Entre los años 1877 y 1882, los mejores tatuajes de Japón eran obra conjunta de tres horishi diferentes, cada uno de los cuales era conocido por su destreza para ejecutar una parte concreta del tatuaje. Horiiwa (véase período Meiji) era el encargado de hacer el dibujo que servía de contorno, Darumakin se encargaba del sombreado y, finalmente, Karakusa Gonta añadía a la piel un pigmento rojo hecho a base de cinabrio. Karakusa Gonta fue muy conocido en su época; vivió en Umamichi, Asakusa, y murió entre 1884 y 1885. Destacaba por su habilidad usando el color rojo, uno de entre los pocos colores que había disponibles en su tiempo para tatuar. Debía su nombre a que llevaba el cuerpo tatuado, desde las muñecas hasta los pies, con unos motivos arabescos particulares, conocidos con el nombre de Karakusa Moyō (唐草模様?   «patrón de Karakusa»). Según cuenta Tamabayashi Haruo en su libro Bunshin Hyakushi, en 1881, Karakusa Gonta tatuó un dragón de color azul y rojo en los brazos de los príncipes ingleses Albert y George, cuando ambos se encontraban de visita en Japón. Darumakin, apodado el Zurdo, fue peluquero antes de llegar a convertirse en tatuador; era conocido por su habilidad extendiendo la tinta para conseguir sombreados, utilizando la técnica bokashi (véase proceso) Otro de los pioneros en la creación de tatuajes fue Iku de Yanaka, cuyo nombre aparece en la novela titulada Shisei, del escritor Tanizaki Junichiro. Iku llevaba un tatuaje donde aparecía Yamauba cosiendo el kimono del niño Kintarō; según se dice, la aguja que usaba Yamauba en aquel tatuaje, causaba gran asombro entre la gente por lo bien que estaba representada.

### Período Meiji
Horiiwa fue un horishi que siguió la estela de los primeros tatuadores desde el comienzo del periodo Meiji, haciéndose bastante famoso entre los años 1868 y 1887 por su reputación de buen dibujante. Vivía en Namikichō, Asakusa, y, antes de convertirse en tatuador, ejerció como grabador realizando tallas en unas planchas de madera llamadas hangi, utilizadas para estampar dibujos en la tela de las cometas. Por este motivo también le llamaban Hangi Iwa. A diferencia de los tatuadores de principios de siglo, que se inspiraban en las estampas del género ukiyo-e, Horiiwa realizaba sus tatuajes siguiendo una temática y estilo propios, lo cual le proporcionó gran fama. Uno de los más grandes tatuadores activos hacia el final del período Meiji y Taishō, conocido con el nombre gremial de Horiuno, comentó que, siendo todavía un niño de entre 16 y 17 años, quedó impresionado cuando vio uno de los tatuajes de Horiiwa en un baño público. Dicho tatuaje era muy extenso; en la parte que cubría la espalda aparecía representado Sakurahime, un personaje de la obra de teatro kabuki titulada Seigen Sakurahime mono (清玄桜姫物?) y en la parte del pecho había dibujada una carpa. Su diseño recordaba al de las estampas de las comentas; los bordes estaban tatuados con numerosas flores de cerezo; la túnica de Sakurahime, y la barandilla del puente en el que se hallaba, eran de un color rojo muy vivo. Entre los que también apreciaron este tatuaje había un oyabun (親分?   «jefe de la yakuza»), que enseguida reconoció a Horiiwa como el autor.
Durante los últimos años de actividad de Horiiwa aparecieron los siguientes tatuadores de renombre: Kyūta, Nekokichi y Horiatsu. Kyūta vivía en Umehori, Asakusa, y fue fabricante de farolillos de papel antes de ser aprendiz de Horiiwa. Era especialmente hábil realizando las líneas iniciales del diseño, conocidas con el nombre de sujibori (véase Proceso) Sus tatuajes mostraban figuras de proporciones extravagantes —cabeza grande, piernas gruesas, cuerpo delgado—, pero a pesar de esta singularidad eran bastante apreciados. Nekokichi vivía en Hamachō, Tokio, y era famoso por sus sombreados. Su nombre provenía del gato con toalla de lunares que llevaba tatuado en la espalda, hecho por otro tatuador llamado Ōkawabata no Hō, quien a su vez lucía un tatuaje en el abdomen hecho por Nekokichi, donde aparecían Fūjin y Raijin bebiendo sake. Horiatsu era famoso por el uso del color rojo, como en su tiempo lo fue Karakusa Gonta. Además de tatudor, fue barbero y jefe de la yakuza. Tuvo como aprendiz a un antiguo escultor de marfil llamado Horiken, que estuvo en activo como tatuador a mediados del período Meiji, de 1887 a 1902.
Tamabayashi destacó a Horiiwa, Horikane (véase período Taishō) y Horiuno como los mejores tatuadores del período Meiji. Según dicho autor Horiuno era el mejor de los tres, y, gracias a su trabajo, el tatuaje japonés alcanzó su más alto nivel artístico. Horiuno fue un tatuador bastante apreciado en Japón a partir de 1902 hasta el comienzo del período Taishō (1912 - 1926) El verdadero nombre de Horiuno era Kamei Unosuke; hijo de un samurái de clase baja, nació en Tokio en 1843 y murió en 1927. Concebía sus tatuajes en tres dimensiones, intentando siempre adaptar sus diseños a la forma del cuerpo de sus clientes.

### Período Taishō
Algunos tatuadores importantes del período Taishō fueron Horikane, Horiuno II, Horikuni y Horitsune. Horikane nació en Takasaki, prefectura de Gunma, y ya desde niño fue aficionado al dibujo. Comenzó a tatuar en el distrito comercial de Nipponbashi, Osaka, pero en 1908 se trasladó a Asakusa en compañía de otro tatuador llamado Horitomo. En la espalda llevaba un tatuaje hecho por Horitoku, que representaba a un héroe del Suikoden llamado Himematsu Chikaranosuke.
Horiuno II vivió en Kanda, y fue el cuarto hijo de un maestro de caligrafía. Intentó entrar de aprendiz de Horiken, pero su solicitud fue rechazada. Para aprender a tatuar encargó a este último un tatuaje, y, mientras se lo hacía, observó la técnica y herramientas que utilizaba. Posteriormente se convirtió en alumno de Horiuno, quien le permitió trabajar con su nombre gremial para continuar la saga.
Horikuni fabricaba chawan (茶碗?   «tazas o cuencos») de té en Kioto antes de ejercer como tatuador. En Osaka fue aprendiz de un tatuador llamado Horiyasu, el cual, poco antes de morir, le aconsejó que continuase su formación con Horiuno. Horikuni fue a ver a Horiuno para solicitarle ser su aprendiz, pero éste se negó a aceptarle. Al poco tiempo Horikuni le volvió a visitar, esta vez en calidad de cliente, para que le hiciese tatuaje. Fue entonces, viendo la atención que prestaba Horikuni a su trabajo, cuando Horiuno se decidió a tomarle como aprendiz. Con el tiempo Horikuni se convirtió en horishi, y tuvo dos aprendices a su cargo llamados Horiatsu y Horihō.
Horitsune aprendió el oficio de tatuar trabajado de aprendiz primero con Neko Kichi y luego con Horiuno. A Horitsune se le daba bien interpretar un tipo de cante popular japonés llamado naniwabushi, por eso Horiuno le aconsejó que se dedicara a ello y abandonase el tatuaje.

### Aprendizaje
Como en todas las prácticas artesanales y artísticas del Japón, convertirse en un horishi es un proceso complicado. El aprendiz (uchideshi) se aloja en el estudio del maestro para aprender con él, durante al menos cinco años. El aspirante, dedica los dos primeros años de convivencia con el maestro a realizar tareas domésticas, y en ningún momento recibe enseñanza alguna sobre el arte del tatuaje. Durante esta fase de entrenamiento mental, el uchideshi aprende las reglas de la disciplina y el respeto hacia su maestro. Transcurridos estos dos primeros años, el maestro irá instruyendo a su alumno en el arte del horimono. Además del entrenamiento en el arte del tatuaje, el uchideshi deberá adquirir conocimientos sobre mitología sintoísta, aprender iconografía budista, y estudiar en profundidad leyendas chinas y japonesas. Pasados cinco años de aprendizaje, el uchideshi puede trabajar directamente sobre la piel y, durante un año más, que se conoce en Japón como oreiboko, prestar sus servicios al maestro. Transcurrido este último periodo, el aprendiz deberá entregar todo el dinero adquirido con su trabajo al maestro, en gratitud por los conocimientos transmitidos.
Cuando el artista ya está formado y ha conseguido la maestría abandona su nombre familiar (en el caso de que no pertenezca a una saga de tatuadores) para adoptar el nombre artístico en una designación compuesta por el prefijo hori, que generalmente hace alusión a su vinculación con una escuela o familia, identificándolo como maestro. Valgan como ejemplo los nombres de los
maestros contemporáneos Horitomo (Takahiro Kitamura) u Horiyoshi III
(Yoshihito Nakano).

## Técnica tradicional
En Japón existen dos métodos o maneras de tatuar: el tradicional y el occidental. El método occidental se conoce como kikaibori (機械彫り?) o mashīn-bori (マシーン彫り?   «grabado mecánico»), y consiste en usar una máquina de tatuar para introducir tinta bajo la piel. Este es el método normalmente usado en todo el mundo para realizar cualquier tipo de tatuaje. A la forma tradicional de tatuar se le dice tebori (手彫り?   «grabado manual»), y consiste en «pinchar» manualmente la piel con una herramienta específica que actúa a modo de cincel o buril, en lugar de hacerlo con una máquina de tatuar eléctrica. Esta forma artesanal de tatuar es más lenta que el kikaibori occidental, pues el estampado de la piel se realiza perforando la epidermis a un ritmo inferior al de la máquina. Mediante el tebori, cada perforación del «cincel» impregnado en tinta, equivale a un movimiento muy preciso de la mano del artista, y requiere de una concentración extrema. Es importante resaltar dos cosas: la primera es que, a diferencia del método mecánico, esta forma artesanal de tatuar es específica de la cultura japonesa; la segunda es que la palabra tebori hace referencia a una manera de trabajar, y no a un estilo de tatuaje, como hace el término horimono. Por tanto, es frecuente encontrar tatuadores de horimono que emplean para realizar sus trabajos las técnicas de kikaibori y tebori conjuntamente.
Durante la Ocupación de Japón tras la Segunda Guerra Mundial, la máquina de tatuaje llegó al país introducida por los estadounidenses. Este hecho cambió completamente el mundo del tatuaje japonés, pues «la máquina» se convirtió en la opción preferida de los clientes, restando popularidad a la técnica de tatuado tradicional. Gracias a las convenciones internacionales de tatuaje y a la Internet ha habido un relativo resurgir del estilo tradicional, muy admirado entre los entendidos por su dificultad, resultados y el virtuosismo de los artistas que lo mantienen vivo. En todo caso, no es la opción de tatuaje mayoritariamente elegida entre japoneses y visitantes para decorar sus cuerpos. Algunos apasionados del horimono aprecian más los trabajos hechos con el método tradicional de tatuaje, alegando que tienen mejor calidad debido al tiempo y tesón empleados en realizarlos.

### Herramientas
Los instrumentos de trabajo de un tatuador tradicional japonés comparten nombre con las dōgu (道具?   «herramientas») usadas para tallar las planchas de madera empleadas en los grabados ukiyo-e. Generalmente, cada horishi diseña y elabora sus propias herramientas dotándolas de longitudes, pesos, grosores y adornos, acordes a su gusto y técnica particulares.
Aparte de la tinta, los horishi que tatúan de forma artesanal usan básicamente dos herramientas: 
el nomi (鑿?   «una suerte de cincel», «varilla» o «mango fino y alargado») y el hari (針?   «cabezal de agujas») El nomi tiene unos veinte o treinta centímetros de longitud, y el propio maestro tatuador lo fabrica con una rama de madera o bambú. En uno de los extremos del nomi se encaja el hari. Como ya se ha mencionado, el hari es un cabezal armado con una serie de agujas soldadas entre sí, que, a modo de pluma o tiralíneas, sirve para absorber la tinta necesaria que luego se introducirá mediante presión bajo la piel. Tradicionalmente, el cabezal de agujas llamado hari, se une al nomi (la varilla de bambú) anudándolo con hilo de seda. El número de agujas que se emplea puede variar de entre tres a veinticinco, dependiendo del resultado que se quiera obtener.
Las nuevas generaciones de horishi siguen utilizando el nomi para realizar sus horimono, pero,  con frecuencia, se ayudan de la máquina de tatuar para conseguir ciertos efectos. Según Horikazu —un tatuador empeñado en preservar la antigua estética japonesa—, no existe realmente ningún horishi artesanal desde Asakusa Horicho, el último maestro tatuador que realizaba sus trabajos empleando únicamente «varillas de agujas» tradicionales.
En el pasado, el horimono limitaba su colorido al azul, negro, verde, rojo y amarillo. La tinta se elaboraba a partir de pigmentos vegetales o minerales, y se mezclaba con pasta de arroz para lograr su consistencia. Algunos pigmentos antiguos incluían sulfato ferroso entre sus ingredientes, una sustancia tóxica muy dolorosa para los clientes y que, además, les provocaba fiebre. La aparición de la tinta sintética, en forma líquida o en polvo, volvió inocuo el tatuaje y supuso una considerable ampliación de la gama de colores.

### Proceso
El proceso para hacer un horimono siguiendo la técnica tradicional se puede dividir a grandes rasgos en los siguientes pasos: montaje y desinfección de las herramientas; preparado de la tinta —esto es en cada sesión—; abocetado del tatuaje; realización del contorno y algunos sombreados; y finalmente coloreado.  
Dependiendo del maestro y los materiales utilizados, la preparación de las herramientas puede llevar de una a dos horas. Hay que tener en cuenta que, si se usa tinta en polvo, es necesario diluirla en agua sobre una superficie de madera hasta que adquiera la consistencia deseada; y si, además, el horishi emplea varillas de bambú para encajar las agujas, dedicará un tiempo adicional montándolas y desinfectándolas.
Quien tatúa a la manera tradicional, usando la técnica tebori, aboceta el horimono directamente sobre la piel del cliente sin transferirlo desde un «calco», como normalmente hacen los tatuadores de  occidente. De esta manera, e igual que hacían nuestros ancestros en el arte rupestre, hacen surgir la imagen considerando los relieves e imperfecciones de la superficie donde realizan su dibujo, en este caso, el cuerpo. Una vez terminado el boceto, se realiza el sujibori (筋彫り?   «contorno») del tatuaje difuminando la tinta en las áreas más extensas que requieran sombreado, mediante una técnica conocida como bokashi o bokashibori (ボカシ?   «difuminar, degradar o sombrear»). El pigmento debe introducirse en la piel, entre la epidermis y la dermis, con mucho cuidado de no traspasar esta última para evitar que la tinta se diluya y deje el dibujo borroso. Antes de cada nueva sesión sobre un trabajo ya comenzado, el horishi estira cuidadosamente la piel de su cliente con las manos para revisar si ha habido pérdidas de tinta durante el proceso de curación. Estas pérdidas pueden darse si se coagula demasiada sangre sobre la herida, pues, a medida que se desprende la «costra», la piel corre el riesgo de agrietarse evacuando la tinta recién fijada.
Para delinear el contorno de las figuras se utilizan pocas agujas, entre tres y siete, a discreción del maestro tatuador. Para el sombreado o relleno de las líneas principales, se utiliza un hari con entre quince y veinticinco agujas, dependiendo de la superficie a colorear. Valiéndose de la técnica de sombreado bokashibori, el horishi dispone las  agujas del hari en forma de doble abanico superpuesto, con objeto de conseguir efectos vaporosos, coloridos particulares, y fondos negros y opacos característicos del tatuaje tradicional japonés. Las áreas más grandes del tatuaje se sombrean usando el método hanebori (筋彫り?   «punción oscilante»), que consiste en «agitar» u oscilar levemente las agujas tras punzar la piel para ensanchar el orificio resultante y permitir que penetre más cantidad de tinta. Los procesos de sombreado son la parte más dolorosa del tatutaje.
El horishi trabaja sentado en el suelo, mientras que su cliente se extiende sobre el tatami del estudio. El maestro ejecuta sus dibujos apoyando la palma de una mano sobre la zona que desea tatuar, a la vez que, con la otra, empuña su «varilla» e incide con ella sobre la piel a un ritmo constante y acompasado. Al introducirse las agujas en la piel se produce un sonido muy peculiar conocido en el argot como shaki-shaki, o simplemente shakki (シャッキ?   «palabra formada por onomatopeya que imita el sonido deslizante de las agujas»)